# Fromage
| Exemples de fromages de chèvre de Provence. |  | Exemples de fromages de chèvre de Provence. |  | Exemples de fromages de chèvre de Provence. |
| Exemples de fromages de chèvre de Provence. |  |                                             |  |                                             |

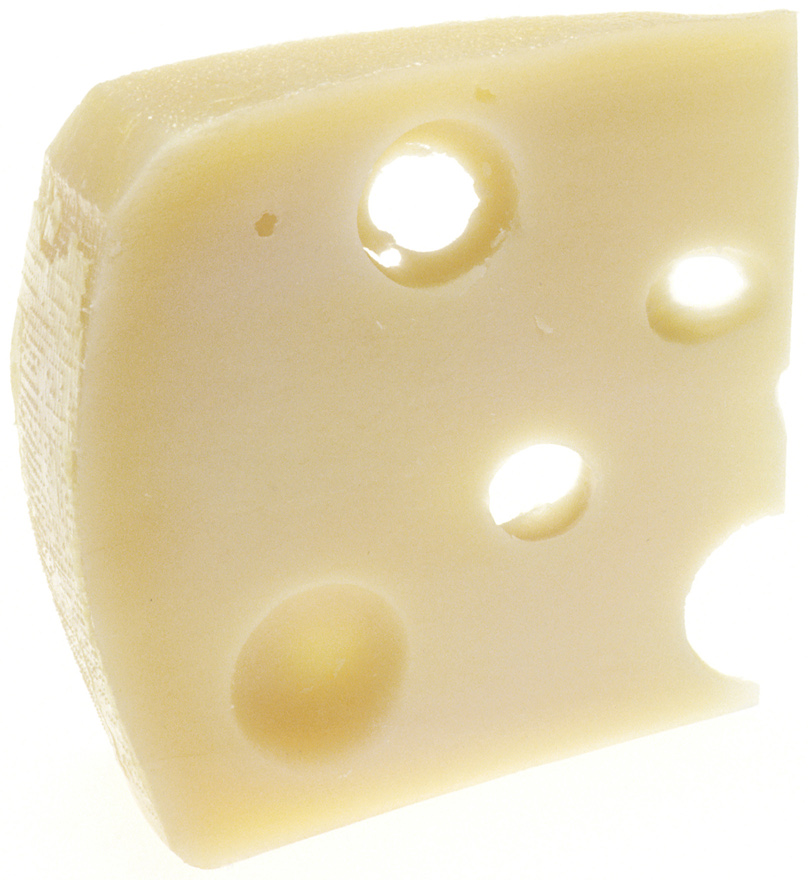
« Fromage suisse », fromage nord-américain à pâte pressée, à ne pas confondre avec le fromage originaire de Suisse. Les États-Unis sont de loin le premier producteur mondial de fromage.

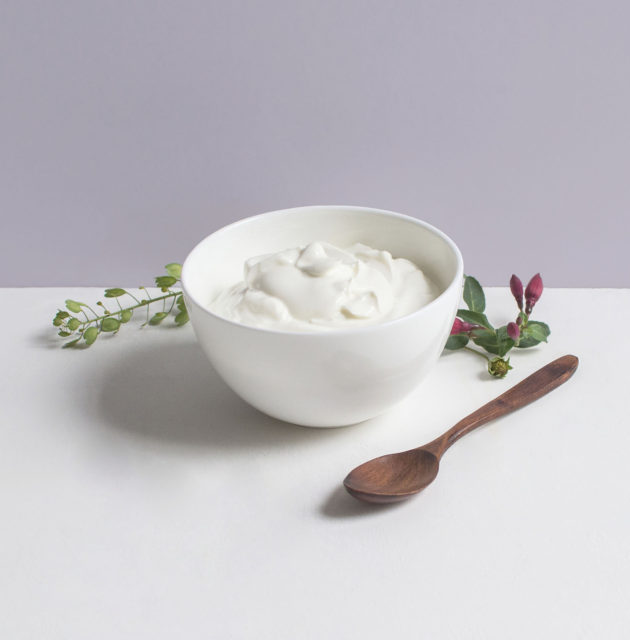
Skyr : caillé maigre lactique un peu égoutté dans un tissu. Fromage frais souvent conditionné façon yaourt, emblématique de l'Islande.

Le fromage est un aliment obtenu à partir de lait coagulé, de produits laitiers ou d'éléments du lait comme le petit-lait ou la crème. Le fromage est fabriqué à partir de lait de vache principalement, mais aussi de brebis, de chèvre, de bufflonne ainsi qu'occasionnellement de chamelle, de renne, d'élan, de jument…
La coagulation peut être obtenue soit par action d'une enzyme, la présure, soit par fermentation provoquée par des bactéries lactiques (le lactose est alors transformé en acide lactique), soit très fréquemment par combinaison des deux méthodes précédentes, soit par chauffage associé à une acidification directe (vinaigre…). On procède ensuite à l'égouttage. On obtient alors le caillé et le lactosérum. Le lactosérum peut aussi être utilisé directement : fromage de lactosérum comme le sérac, ou par réincorporation de ses composants.
Après égouttage et généralement moulage, le caillé est salé et affiné (fromage affiné) ou non (fromage à pâte fraîche).
Lors de l'affinage, certains fromages développent de la moisissure, sur la croûte et/ou à l'intérieur, ou encore une croûte morgée entraînant des transformations biologiques complexes qui permettent au produit d'acquérir ses caractéristiques texturales et aromatiques particulières.
La diversité et la typicité des fromages destinés au commerce ont été mises en danger par les différentes normes sanitaires nationales ayant pour but la sécurité du consommateur mais ayant aussi pour corollaire un appauvrissement de leurs microbiotes.
Cependant, les progrès réalisés en microbiologie laitière depuis les années 2000 ainsi qu'un nouvel essor des productions fermières permettent d'atténuer ce problème.
Le fromage est un aliment de base, riche en protéines, calcium et phosphore, à teneur variable en matières grasses et à longue conservation en comparaison de la durée de conservation des laits traditionnels, notamment grâce à l'effet barrière que présente sa flore intrinsèque.
Si l'on ne considère pas seulement les types sophistiqués de fromages occidentaux, on peut constater dans de très nombreux pays l'existence d'importantes productions traditionnelles à partir de lait fermenté égoutté et parfois conservé, que l'on appelle généralement fromages, mais qui ne sont pas réellement différentes de ce qu'on nomme lait fermenté concentré en France, skyr en Islande, yoghurt cheese en anglais, quark en allemand. En dehors de définitions légales variables selon les pays, les frontières entre fromage blanc à caillé lactique et yaourt ou lait fermenté concentré ou pressé sont donc floues.
On pourrait donc distinguer des productions domestiques souvent assez simples et probablement importantes dans l'alimentation de nombreuses populations mais qui ne peuvent rentrer dans les statistiques de production, des productions artisanales extrêmement variées et typées selon les méthodes de fabrication, les régions, les formes et les saveurs, des productions industrielles visant une qualité garantie par des appellations d'origine ou des marques et des productions industrielles de masse fournissant un aliment bon marché.
La fabrication industrielle du fromage, se différencie considérablement des nombreuses fabrications artisanales et permet principalement un traitement quantitatif et uniforme.
La production mondiale totale recensée atteignait 24 millions de tonnes en 2019 avec l'Allemagne comme premier pays exportateur suivie des Pays-Bas et de la France. La production indienne, vraisemblablement de première importance, est probablement sous-estimée dans les statistiques internationales, la production ménagère et artisanale étant très développée,.

## Définitions

### Définition étymologique
Fromage vient du bas latin formaticus [caseus] : « [fromage] moulé dans une forme ». Formaticus est dérivé de forma qui signifie « moule, forme ». L'évolution de forma à froma est une métathèse.
Caseus ou caseum (fromage en latin) a donné caséine, ingrédient essentiel du fromage.

### Définitions légales

#### Union européenne
Dans l’Union européenne, un règlement de 2007 dit « OCM unique » impose (annexe XII) que la dénomination « fromage » soit réservée aux produits laitiers (« produits dérivés exclusivement du lait, étant entendu que des substances nécessaires pour leur fabrication peuvent être ajoutées, pourvu que ces substances ne soient pas utilisées en vue de remplacer, en tout ou partie, l'un quelconque des constituants du lait »). Ainsi un substitut de fromage ne peut être commercialisé sous l'appellation de « fromage » en Europe.

#### France
« La dénomination "fromage" est réservée au produit fermenté ou non, affiné ou non, obtenu à partir des matières d'origine exclusivement laitière suivantes : lait, lait partiellement ou totalement écrémé, crème, matière grasse, babeurre, utilisées seules ou en mélange et coagulées en tout ou en partie avant égouttage ou après élimination partielle de la partie aqueuse. » selon le décret no 2007-628 du 27 avril 2007 relatif aux fromages et spécialités fromagères, version consolidée au 30 mars 2020. Selon le même décret, un fromage doit comporter 23 g de matière sèche (abaissable à 10 g par dérogation) de caillé et produits laitiers pour 100 g de produit final.
Cette définition laisse donc la possibilité de fabriquer des produits variés (fromage à l'ail, par exemple) mais aussi de réincorporer les protéines et le lactose issus du lactosérum, du babeurre, de la crème et d'utiliser des méthodes (ultrafiltration notamment) permettant de récupérer efficacement ces protéines et de diminuer le temps nécessaire à la fabrication.
Elle ne s'applique pas aux yaourts et laits fermentés parce que ce ne sont pas des produits égouttés.
Elle ne s'applique pas aux « fromages végétaux » car ils ne sont pas issus de lait au sens légal du terme.

##### Définitions complémentaires selon le type de fromage
Les caractéristiques concernant l'extrait sec, la teneur en matière grasse et l'origine du lait, doivent figurer sur l'étiquetage.
- Les fromages frais (fromages blancs, suisses, demi-sel…) sont riches en eau (70 % à 82 %), et ne subissent pas d'affinage.
- Le minimum de matière sèche, pour les fromages autres que frais, est fixé à 23 %.

Il est autorisé d'adjoindre un qualificatif au mot fromage : un « triple crème » contient au minimum 75 % de matière grasse ; un « double crème » en contient de 60 % à moins de 75 % ; un « fromage gras », de 50 % à moins de 60 % ; un « fromage allégé » (et sans addition de sucre) de 20 % à moins de 30 % ; un « fromage maigre », moins de 20 %.
L'article 7 du décret précise que la dénomination « fromage » peut être utilisée pour tout mélange ou assemblage entre eux de produits définis aux articles 1 à 3 (fromages blancs et bleu), pour autant que le mélange ou l'assemblage n'incorpore pas d'autres ingrédients que ceux qui sont autorisés dans ces fromages.
Les fromages fermiers sont fabriqués à la ferme ou dans le lieu d'estive, par l'éleveur ou un salarié, exclusivement avec le lait que l'éleveur produit. Ce type de production, s'il est proposé à la vente, peut faire apparaître sur son étiquetage la mention « matière grasse non précisée » et a le droit de déroger à l'indication des valeurs nutritionnelles.
La mention « au lait cru » est réservée aux fromages obtenus avec du lait dont la température n'a pas été portée au-delà de 40 °C et qui n'a pas été ultrafiltré ou microfiltré.
Depuis le 20 juin 1992 (décret du 19 février 1991), tous les fromages produits à la ferme, affinés, doivent comporter l'indication d'une date limite d'utilisation optimale (DLUO), et les fromages frais une date limite de consommation (DLC).

## Types de fromages
Des centaines de types de fromage sont produits dans le monde. Leurs différents styles, goûts et textures dépendent de l'origine du lait (y compris le régime alimentaire de l'animal), de son traitement thermique ou mécanique (microfiltration, ultrafiltration), du pourcentage de matière grasse, des espèces de bactéries et de moisissures choisies, du procédé de transformation, ainsi que du temps de maturation. Des herbes, des épices, ou la fumaison peuvent être utilisées pour varier le goût.

### Classification selon l'origine du lait

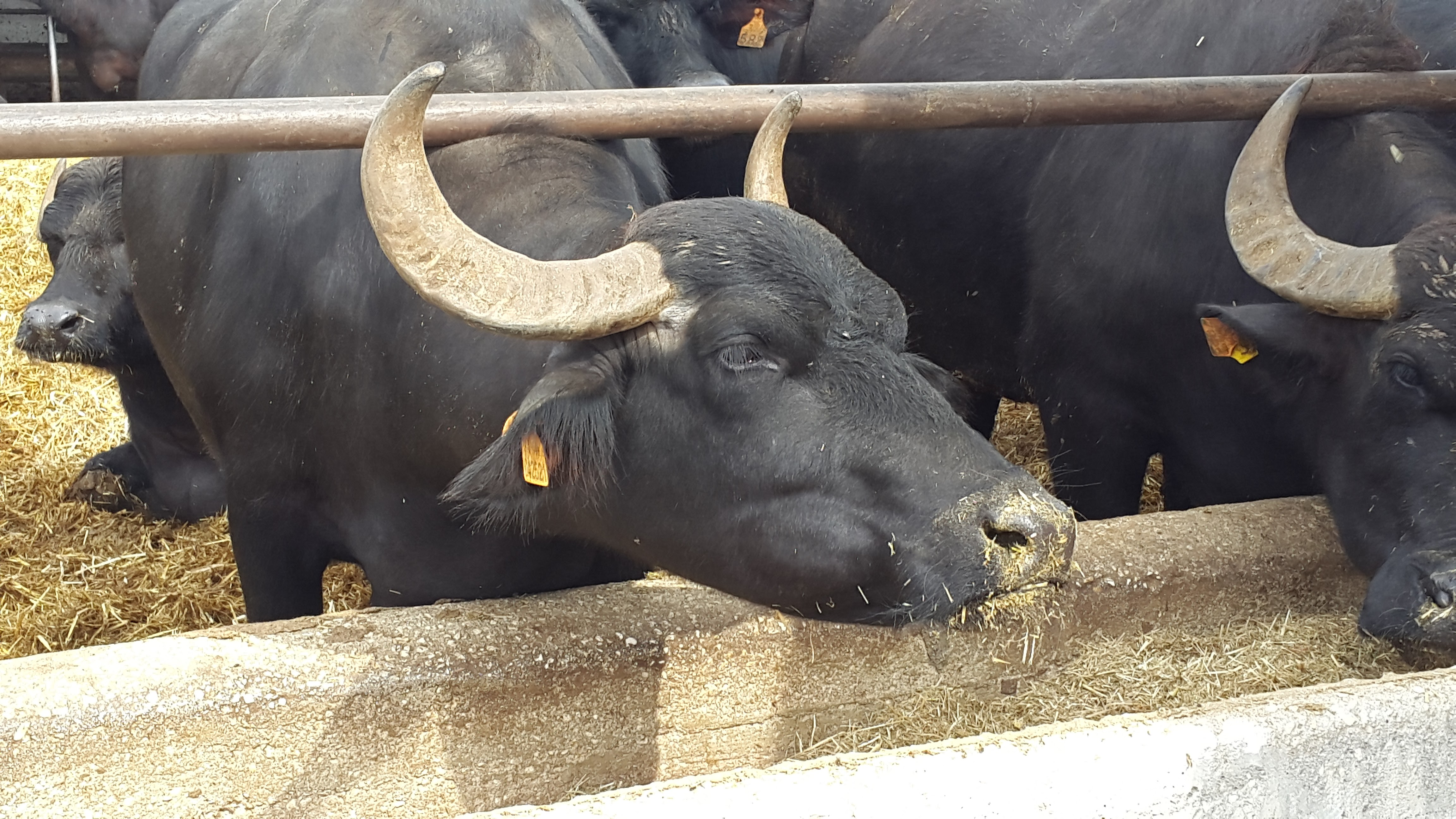
Bufflonnes pour la production de lait à mozzarella, Italie. Les bufflonnes laitières sont très présentes en Inde, au Pakistan, en Égypte ainsi qu'en Roumanie.

Le fromager tient compte de l'état et de la qualité du lait qu'il transforme. Cette qualité est variable en fonction :
- de l'espèce animale fournissant le lait : principalement vache (y compris zébu) 81 %, bufflonne 15 %, chèvre 2 %, brebis 1 %, chamelle 0,5 % et marginalement jument, yak et ânesse ; il existe des fromages mi-chèvre (laits de vache et chèvre en mélange), mi-chèvre-mi-brebis, mi-vache-mi-brebis, les bufflonnes (ou bufflesses) comptent pour la première source de lait au Pakistan au Népal et en Égypte[10] ; les laits de camélidés et d'équidés pauvres en caséines ne caillent qu'en mélange avec d'autres laits ou bien en utilisant la méthode acidification + présure végétale ;
- de l'âge et de la race de l'animal : les normandes donnent un lait riche en matière grasse tandis que la holstein donne un lait très abondant mais pauvre ; toutefois dans le cas de la holstein, race des élevages très intensifs, les taux de matières utiles sont souvent en partie corrigés par l'alimentation très énergétique ;
- du type d'alimentation : herbage cultivé ou naturel, diversité de la flore en montagne, alimentation à l'auge; une alimentation riche en énergie (trèfle blanc, céréales en agriculture durable, ensilage de maïs, compléments énergétiques tels que céréales, drèches, huile végétale dans les élevages industriels) favorise un taux de matières grasses élevé mais un taux de fibres suffisant reste requis pour assurer une bonne fermentation dans le rumen ; à ce niveau, un foin bien réussi reste un symbole de qualité en production fromagère ; les élevages industriels utilisent souvent la paille hâchée en mélange dans la ration, procédé économique ;
- de la qualité des aliments et autres tourteaux (pesticides , OGM dans certains tourteaux de soja importés d'Amérique du Sud), les petites pommes laissées sous les pommiers et le résidu ayant servi à l'élaboration du cidre en Normandie étaient traditionnellement données aux vaches et donnaient un goût particulier au lait, au beurre et fromages. Il en va de même avec les crucifères (chou fourrager, colza , navets), certains ensilages ; le mode de distribution (risque de fermentation à l'auge) peut accentuer ce phénomène ;
- de la saison (herbe de printemps riche en oméga 3 et en éléments issus de plantes en pleine croissance) et du climat à un moment donné ;
- de la flore bactérienne (microbiote) qui varie fortement en fonction du terroir, du milieu d'origine (donnant lieu à une appellation d'origine) ou du laboratoire où il est produit : les fermes traditionnelles ne disposant pas de laboratoires aseptisés possédaient un microbiote en équilibre qui leur était propre, qui maîtrisait les bactéries indésirables et maintenait une répartition adéquate des différentes souches intéressantes ; les récipients et outils en bois, favorisaient la conservation de ce microbiote ;
- une différence de qualité existe également entre un lait conservé (industrie) et un lait issu directement de la traite (alpage, fruitières), du temps de réfrigération et de transport ;

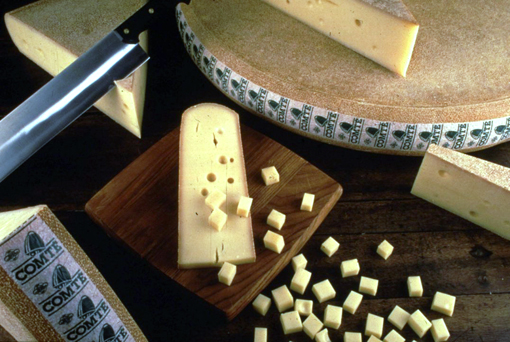
Des tranches et morceaux de comté.

- du traitement thermique du lait : fromage au lait cru, fromage pasteurisé, thermisé : les fromages de chèvres sont thermisés au lieu d'être pasteurisés car leurs protéines sont thermosensibles

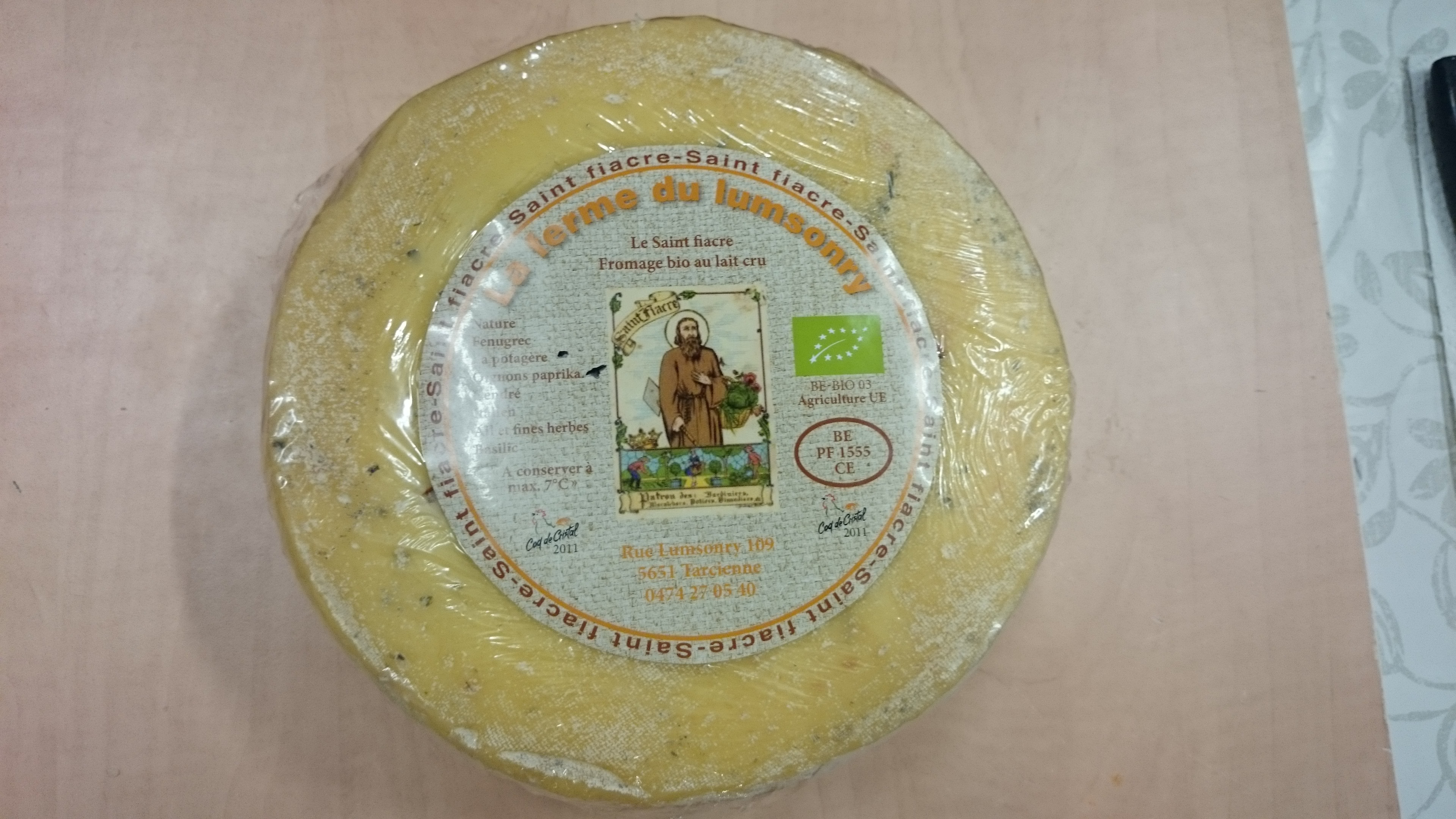
Saint-Fiacre : un fromage au lait cru bio fabriqué en Belgique (plusieurs marques de fromages artisanaux en France portent aussi le nom de Saint-Fiacre).

- fromage bio : un fromage est bio s'il est fabriqué à partir d'ingrédients issus de l'agriculture biologique. Cette production connaît un développement soutenu en France[11].

#### Appellations d'origine

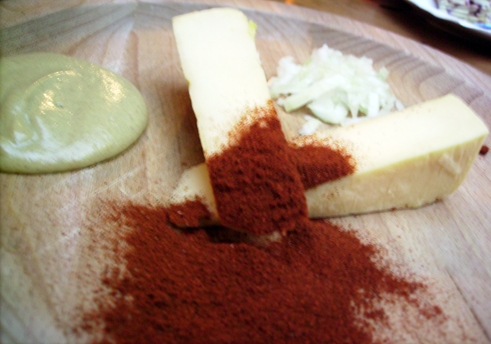
Weisslacker servi dans un restaurant de Prague, 2008.

Dans l'Union Européenne :
Par pays :

### Classification selon la consistance de la pâte
C'est la classification utilisée dans les pays anglo-saxons et par la FAO de préférence à la classification technologique qui constitue la grille principale en Belgique, France, Suisse et dans les pays de l'Europe du Sud. On distingue des fromages « soft (à pâte molle), semi-soft (demi-molle), medium-hard (demi-dure), semi-hard (dure) ou hard (extra-dure) ». Ainsi, fromage à pâte molle en français ne correspond que très partiellement à soft cheese en anglais. Cette grille principale est ensuite complétée par le mode de maturation du fromage et le taux de matière grasse.

### Classification technologique
Cette classification s'appuie sur les procédés de fabrication.

Certains fromages restent inclassables comme nombres de fromages industriels mais aussi traditionnels, par exemple le Weisslacker qui fut peut-être le premier fromage à faire l'objet d'une appellation officielle en 1874. Il est aujourd'hui atypique car fabriqué à partir d'un mélange de lait cru et pasteurisé, sa pâte est demi-dure et sa croûte fine intermédiaire entre les croûtes fleuries et lavées. Il n'en est pas moins très apprécié dans les régions de tradition fromagère bavaroise (Sud de l'Allemagne, Tchéquie, Wisconsin).

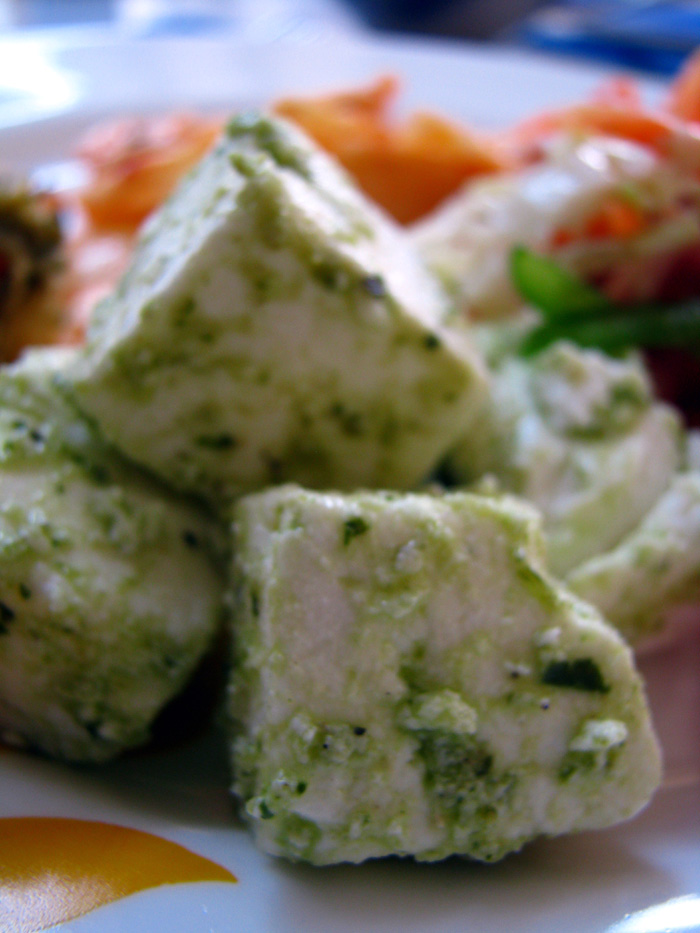
Salade de panir servie dans un restaurant de Mumbaï

Les fromages sans présure fabriqués par les populations rurales ou nomades d'Asie et d'Afrique ne sont pas toujours pris en compte dans les classifications. Ils sont en effet caillés à la façon d'un yaourt, d'un kéfir, ou d'un lait ribot, leur égouttage est parfois sommaire et leur goût très acide ou sûri. Leur rôle dans l'équilibre alimentaire de ces populations est probablement important.
La liste suivante ne comprend intentionnellement que des exemples emblématiques. Pour une liste documentée plus complète :
On distingue habituellement selon le mode de fabrication :

#### Fromages affinés
- Pâtes pressées :
  - Fromage à pâte pressée non cuite, le caillé est pressé : Gouda, Reblochon
  - Fromages à pâte pressée demi-cuite : Leerdammer, Cheddar traditionnel
  - Fromages à pâte pressée cuite, le mélange caillé/sérum est « cuit » à plus de 50 °C puis pressé : Gruyère suisse, Parmesan
- Pâtes molles, ensemencées en surface avec une moisissure qui provoque l’apparition d’une croûte, et qui se divisent en :
  - Fromages à pâte molle à croûte fleurie : Camembert de Normandie
  - Fromages à pâte molle à croûte lavée : Fromage de Herve, Maroilles
  - Fromage à pâte molle à croûte naturelle, ce sont des fromages de chèvre : Chabichou du Poitou
- Pâtes persillées ou pâte (molle ou pressée) à moisissure interne. Le caillé est ensemencé par piquage pour que la moisissure bleue se développe à l'intérieur : Roquefort, Gorgonzola

#### Fromages frais
- Fromages à pâte fraîche :Timbre lituanien montrant du fromage (sūris) blanc égoutté dans une toile.

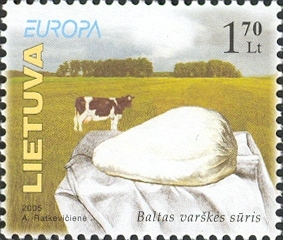
Timbre lituanien montrant du fromage (sūris) blanc égoutté dans une toile.

  - nature : fromages blancs : labné (Liban), petit-suisse, quark (Allemagne), queso blanco (Amérique latine) et mascarpone (fromage de crème),
  - séché au soleil : jben (Maghreb), ce type de séchage n'est pas considéré comme un affinage,
  - stabilisé avec des épaississants : fromage à la crème (Amérique du Nord),
  - stabilisé dans de l'eau ou du lactosérum froids : panir (de l'Arménie au Bengla-Desh)[16],fromage rushan du Yunnan proposé grillé. Chine, 2008

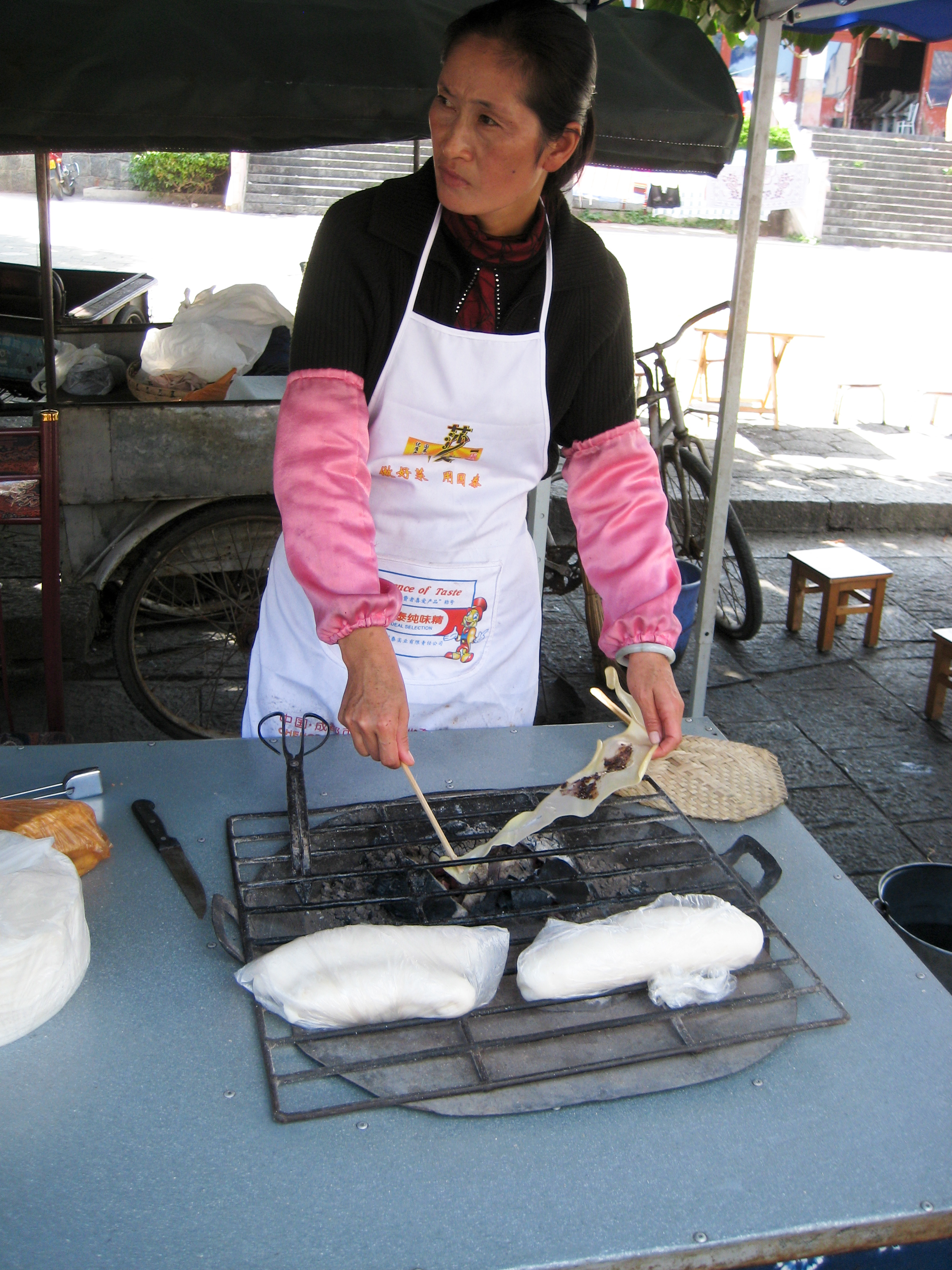
fromage rushan du Yunnan proposé grillé. Chine, 2008

  - au lait salé ou stabilisé à la saumure : domiati (Égypte, Proche-Orient), feta, bryndza (toute l'Europe centrale et centre-orientale) ;
- fromages à pâte filée : mozzarella, rushan (Chine) ; ils sont généralement consommés très frais mais certaines spécialités (scamorza) sont un peu affinées ;
- fromages de lactosérum : la Brousse du Rove (France), le Brocciu (Provence, Comté de Nice, Corse, Ligurie, Piémont, sous différentes appellations locales), Ricotta (Italie), sérac, rigouta (Tunisie).

Certains séracs, feta, bryndza, etc. peuvent cependant bénéficier d'un semi-affinage.

#### Fromages à pâte fondue
Les pâtes fondues sont obtenues dans un second temps à partir de fromages déjà élaborés :
- Fromage à pâte fondue proprement dit, parfois appelé « crème de gruyère », généralemenr industriel : La vache qui rit,
- Fromage fort : Fort de Béthune, ils peuvent être refermentés.

### Classification selon le transformateur
Classification selon le caractère fermier, artisanal ou industriel (l'administration française classe indistinctement les deux derniers comme fromage laitier).

#### Fromage de ferme

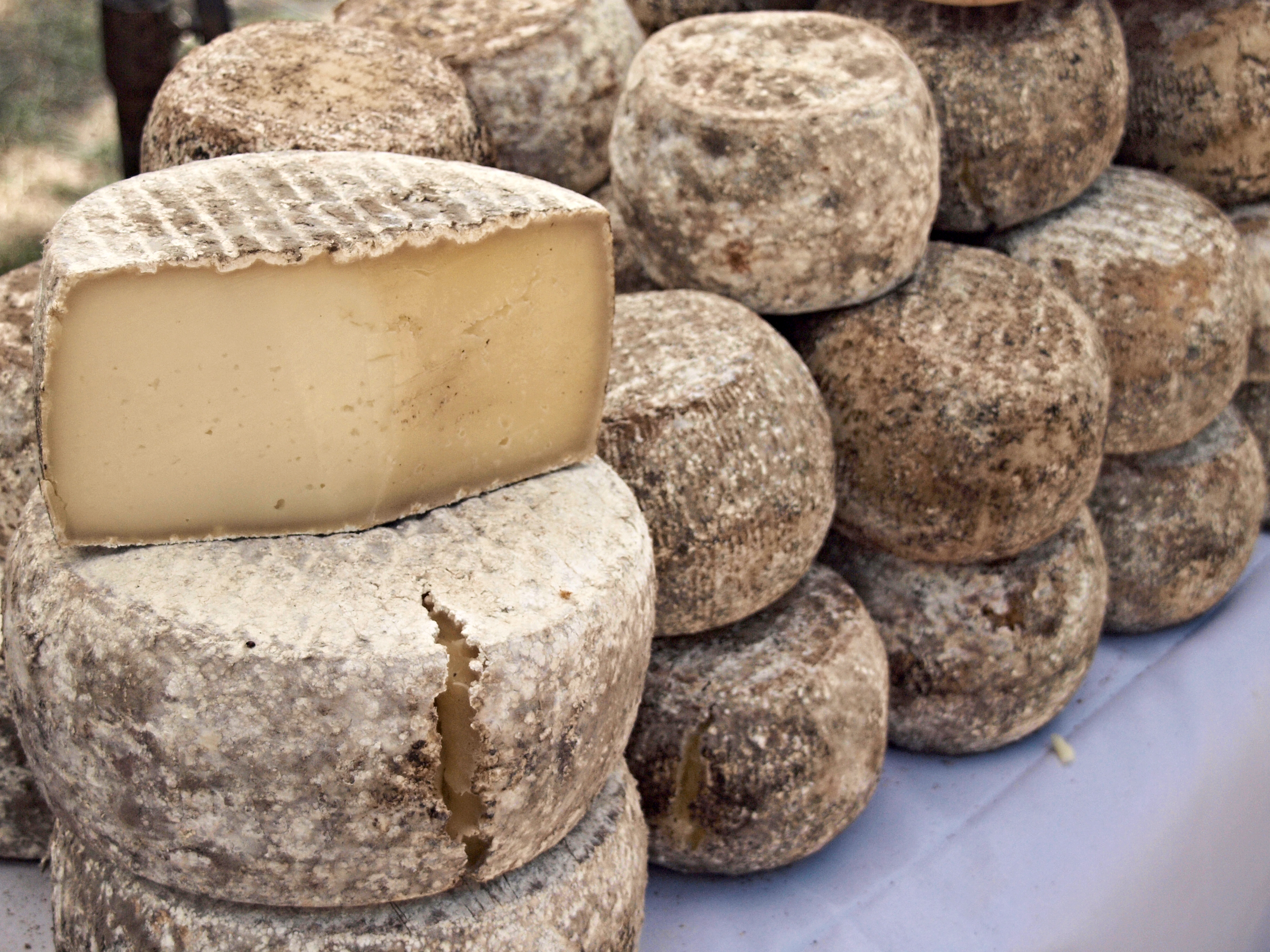
Sartinesu (fromage fermier de Sartène, Corse) à la Fiera di U Casgiu

Un fromage fermier (ou fromage de ferme ou toute autre dénomination pouvant faire penser que le fromage est fabriqué par l'éleveur-producteur de lait) ne peut se dire que d’un fromage élaboré à la ferme par les agriculteurs. Il est issu exclusivement du lait produit par les animaux de cette ferme.
L’un des intérêts de tels fromages réside dans le fait qu’ils résultent d’un seul et unique savoir-faire (généralement familial et parfois ancestral) dans divers domaines qui peuvent être déterminants quant à la qualité du fromage :
- le choix de la ou des races de bêtes ;
- la gestion de la flore couvrant les prairies ;
- la bonne conduite des bêtes aux pâtures et leur bien-être ;
- le « tour de main », la recette du fromage et de son affinage ;
- le microbiote spécifique à la ferme installé dans/sur le matériel de transformation du lait (boiseries, ferments d'ensemencement, etc).

Très majoritairement, les agriculteurs producteurs fermiers transforment leur lait à l'état cru et entier. En France les productions bio y sont fréquentes.

#### Fromage artisanal

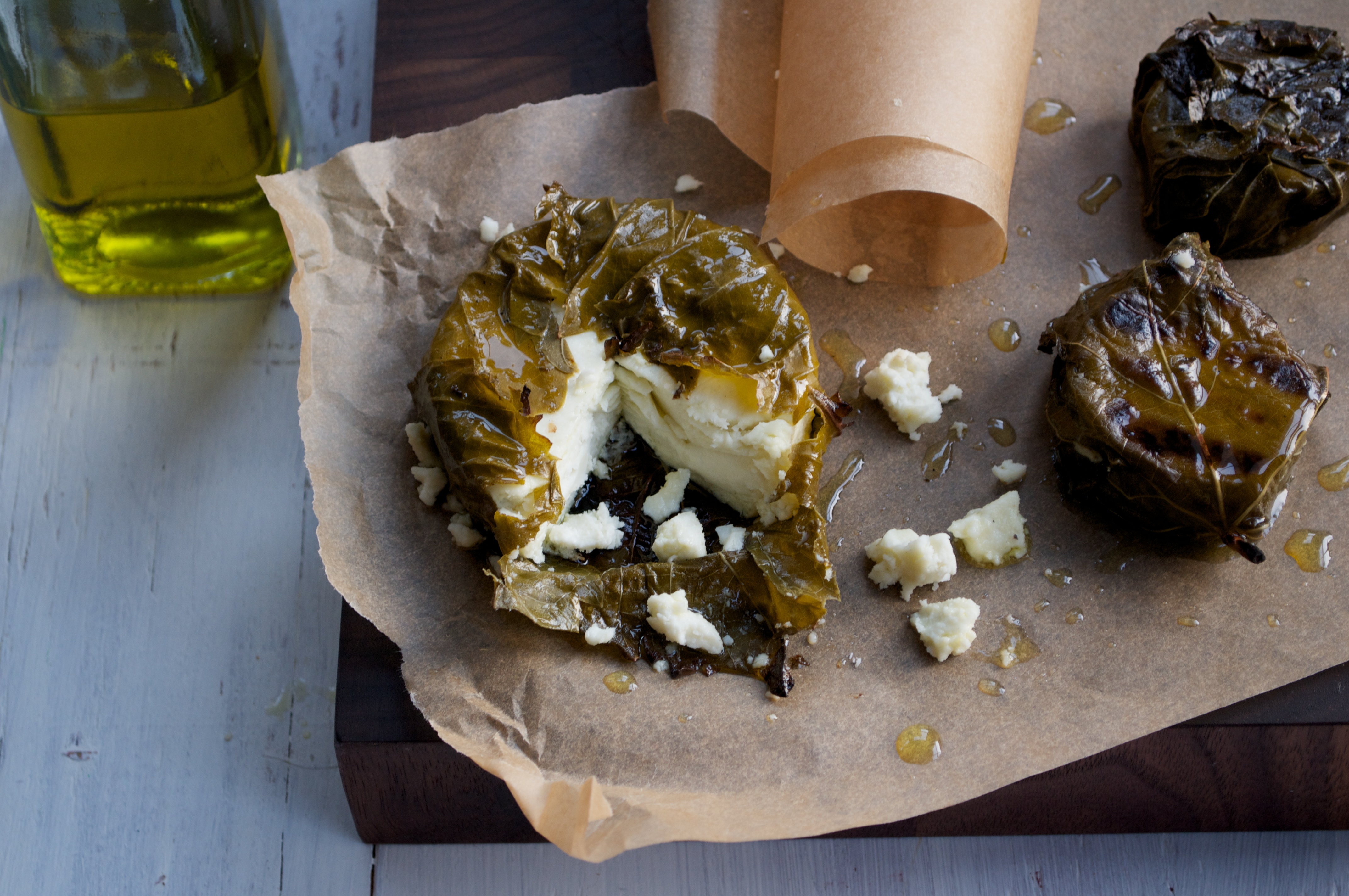
Belle Chevre's Greek Kiss, un chèvre artisanal américain enveloppé dans une feuille de vigne. Alabama, 2011.

Un fromage artisanal est issu d'un atelier de transformation relativement modeste et peu mécanisé où l'artisan transforme du lait qu'il achète à un ou plusieurs agriculteurs. Dans ce type de rapport entre deux corps de métier, la relation commerciale est contractuelle. Le ou les laits arriveront jusqu'à la laiterie artisanale à l'état cru et réfrigéré. L'artisan le laissera cru ou lui appliquera une éventuelle pasteurisation, thermisation ou micro-filtration puis le transformera en fromage. Les procédés d'obtention sont parfois anciens et éprouvés.

#### Fromage industriel
Le fromage industriel est le terme utilisé pour désigner des fromages fabriqués dans des unités industrielles de moyenne ou de grande taille dans lesquelles les procédés de fabrications sont formalisés dans une recette et des procédures destinées à assurer la constance du résultat obtenu en matière de qualités gustatives et d'hygiène. Cet objectif n'est pas différent de celui des fabrications artisanales et même fermières mais il est plus facile de l'obtenir en utilisant des laits pasteurisés produits en grandes quantités avec des caractéristiques homogènes dans le temps, ce qui oblige généralement les grandes exploitations productrices de lait à utiliser une alimentation majoritairement à base de fourrages conservés. À noter que ces fromages industriels s'assurent ainsi, par la constance des qualités du produit final mais aussi par l'adaptation des produits aux goûts des marchés d'exportation une plus grande acceptabilité et donc une exportation plus facile. À l'inverse certains fromages artisanaux  aux qualités gustatives plus appréciées des consommateurs locaux rencontrent plus de difficultés à l'export.
Le cheddar est un des fromages les plus produits dans le monde mais comme ce n'est pas une appellation précise, les cheddar sont très variés, plus encore que ne sont les tommes dans l'aire francophone. Les techniques de fabrication varient aujourd'hui de la pâte fraîche à la pâte pressée cuite et il existe des marques populaires et d'autres prestigieuses.
Cependant dans l'industrie alimentaire et l'amont de la restauration rapide, le cheddar tend à être remplacé par les pâtes fraîches crémeuses et la mozzarella dont la production est encore plus industrialisable. La mozza industrielle a envahi les pizzerias des Américains et des Français qui sont respectivement les premiers et seconds consommateurs de pizza au monde en 2014.

### Autres particularités distinctives

#### Taux de matières grasses
Les fromages maigres doivent contenir moins de 20 % de matières grasses et sont fabriqués à partir de lait écrémé. D'autres (triple-crème, Caprice des Dieux, St Môret) sont fabriqués au contraire à partir de lait enrichi en crème et vendus préféremment sous des noms de marque commerciale.

#### Fromages allégés
Ces fromages souvent industriels sont fabriqués à partir de lait écrémé et ne sont jamais sucrés. Cependant pour garder le même moelleux que le fromage correspondant, leur taux de lactose est significativement supérieur ; on l'obtient par ultrafiltration ou rajout de poudre de lactosérum (exemple du Cœur-de-LIon).

#### Fromages sans présure

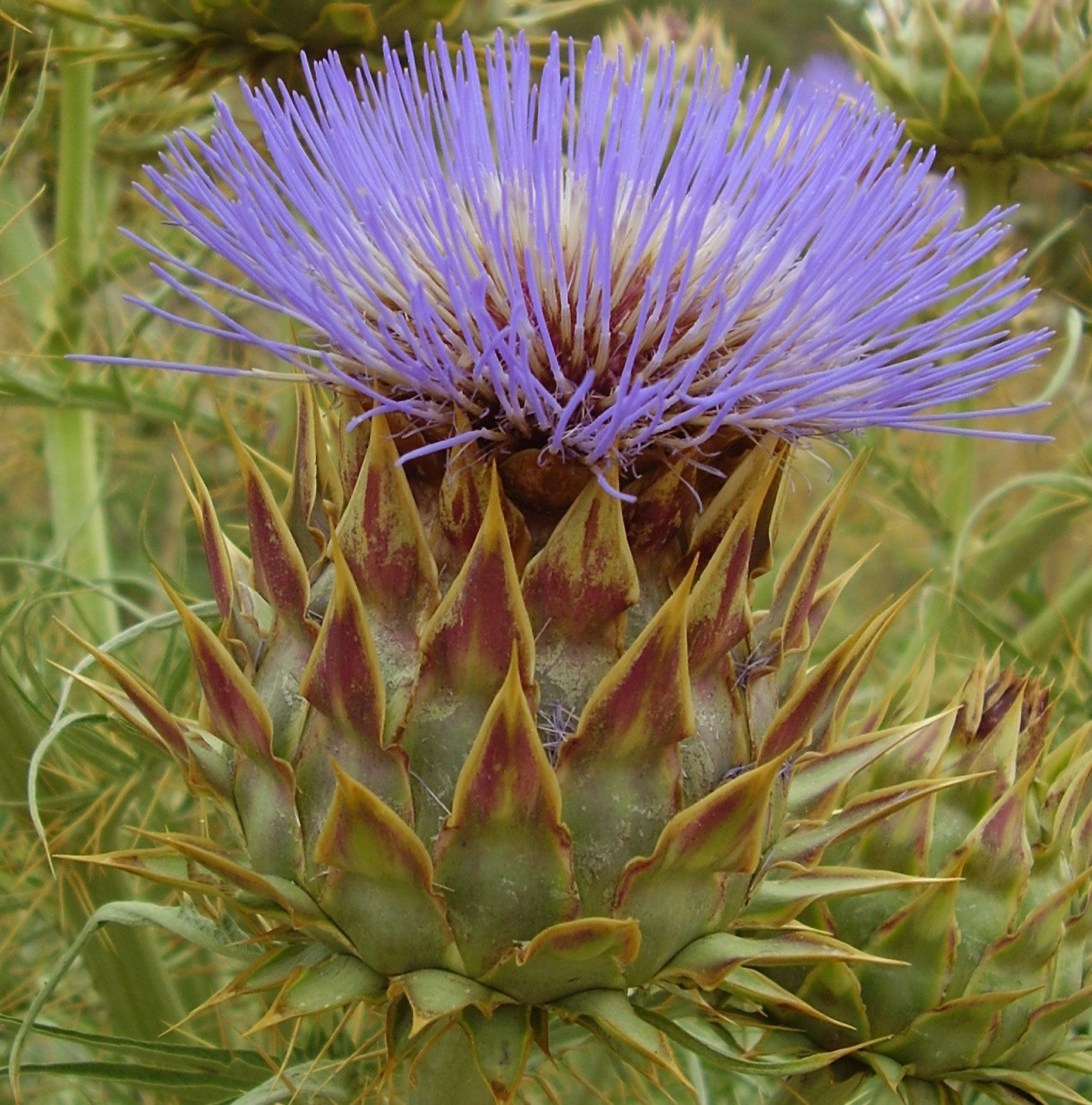
Chardonnette, capitule typique des cynara utilisés pour le caillage (cardons, artichauts, cynara humilis en Afrique du Nord). Les fleurons bleus remplacent la présure.

Ces fromages peuvent être sans présure parce qu'ils sont élaborés nécessairement de cette façon, c'est le cas des laits qui contiennent trop peu de caséine adéquate : fromages de crème ou de lactosérum, laits d'équidés (fromage de jument) et de camélidés (fromage de chamelle).
Plus souvent, il s'agit d'une tradition. Elle peut découler d'interdits religieux, la présure étant considérée comme un abat.
Ces fromages sont utilisés de préférence en alimentation végétarienne et dans les religions hindouistes (chhena, panir en Inde) et musulmane (fromages halal). La consommation de fromages à la présure est souvent évitée dans la religion juive (fromages cacher) ainsi que parfois dans les autres religions originaires de l'Inde (sikkhisme, jaïnisme, bouddhisme).
On fabrique cependant industriellement une « présure microbienne » à partir d'organismes modifiés (OGM) : Aspergillus niger var awamori, une moisissure, Kluyveromyces lactis, une levure et de Escherichia coli K-12, une bactérie mais ceux-ci posent également problème aux végétariens et aux adeptes d'une alimentation naturelle. Il s'agit dans ce cas de chymosine pure aujourd'hui généralement utilisée, mais nest pas autorisée en France, en Suisse ni en Autriche ; cette « présure », ou coagulants microbiens de synthèse, est meilleur marché mais altère parfois le goût du fromage. Elle est interdite en production bio dans l'Union européenne. On fabrique et utilise aussi une « présure » dite microbienne ou enzymatique à base de cultures acidifiantes de moisissures non modifiées (Cryphonectria parasitica , Rhizomucor pusillus, Rhizomucor miehei), mieux appréciée des végétariens.
Dans le monde une grande partie des fromages blancs étaient ou sont traditionnellement faits plutôt sans présure, par acidification : queijo branco et queso blanco dans la péninsule Ibérique et en Amérique latine, quark allemand, tvarog polonais, tvorog russe, cottage cheese américain, feta grecque. On remarque cependant une tendance à utiliser un peu de présure ou un succédané végétal afin de réduire le temps de caillage et limiter l'acidité.
On utilise alors le caillage avec des acides (jus de citron, vinaigre, acides citrique ou acétique) ou le caillage réalisé seulement avec des ferments spontanés ou ajoutés : fromage-yaourt filtré comme les labné traditionnels d'Afrique du Nord, yaourts grecs (stragisto) et suzma de Turquie et d'Asie centrale ou le fromage blanc de kéfir. La méthode au kéfir de lait n'est plus utilisée que sur une aire restreinte (Tibet, Moyen-Orient, Caucase) et dans le cercle familial, mais pourrait être à l'origine du fromage.
La présure peut aussi être remplacée par le champignon Rhizomucor miehei, la chardonnette (image), des extraits de fruits de Withania coagulans (« présure indienne »), une solanacée, du feuillage de naïteng (vigne à lait) au Yunnan, de trompillo (Solanum elaeagnifolium, par ailleurs considéré comme toxique) au Mexique. Autrefois le caille-lait jaune (galium verum) et le figuier ont pu être utilisés.
Ces fromages accompagnent l'essor récent du végétarisme dans les pays industrialisés pour des raisons éthiques ou écologiques et le retour à certaines traditions religieuses dans d'autres.

#### Fromages à pâte colorée
La couleur orangée de la pâte est obtenue par addition de roucou ou de carotène (mais la couleur orangée de la croûte des fromages à croûte lavée ou morgée est due à la bactérie du rouge). Les fromages à pâte persillée sont marbrés de bleu ou vert.
La couleur peut servir à désigner le fromage : Bleu de Gex.

#### Forme
C'est ce terme qui est à l'origine du mot fromage, aussi à chaque type fromage correspond traditionnellement un type de moule ou de faisselle et une forme caractéristique. Parfois c'est la forme qui sert à désigner le fromage : Carré de Liège, Boulette d'Avesnes, Crottin de Chavignol, Cœur de Neufchâtel, pavé corrézien. On parle aussi de meule pour désigner la forme de certains grands fromages, par analogie avec la pierre cylindrique servant à moudre ou à aiguiser.

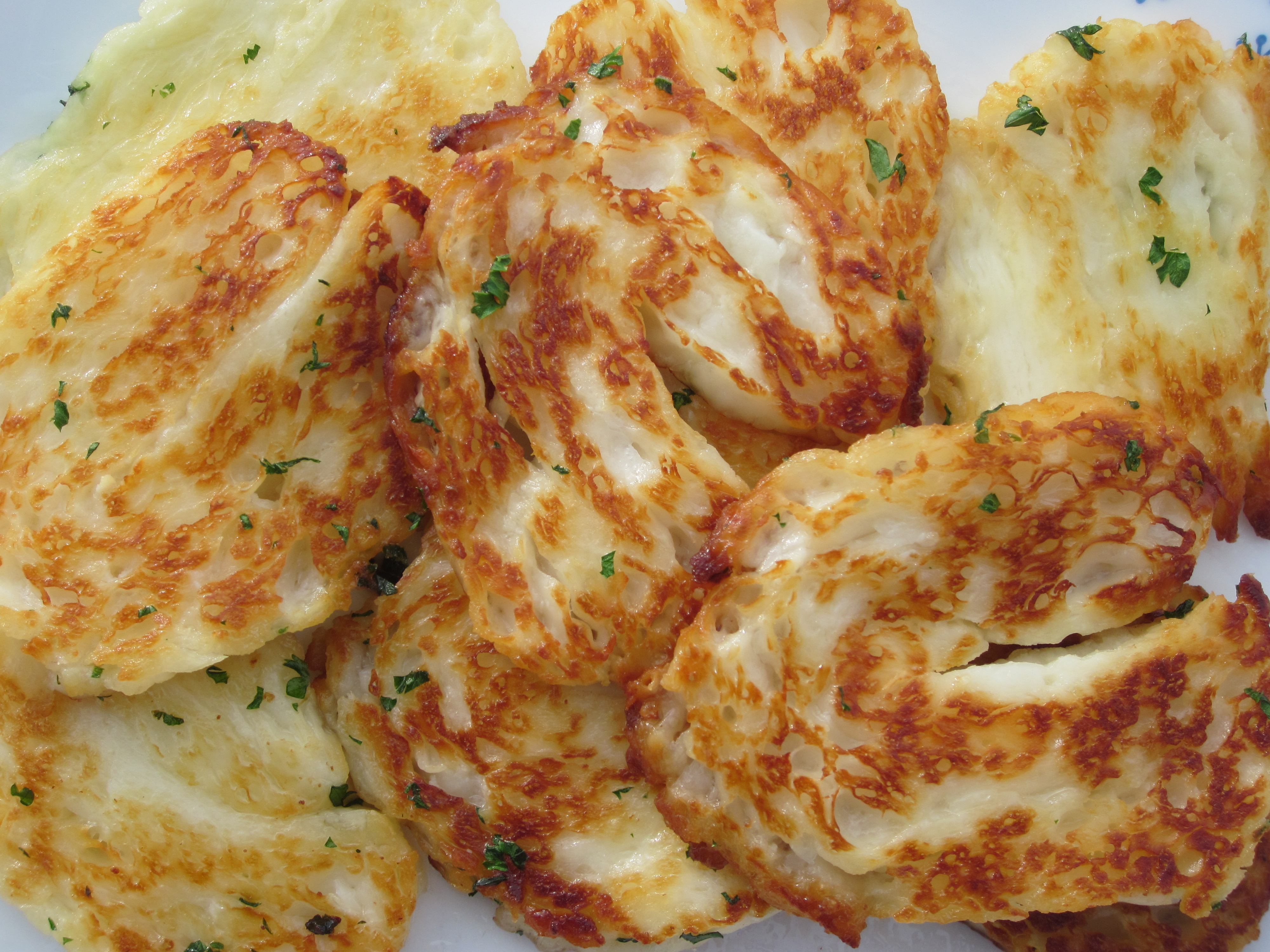
Halloumi grillé avec sa forme caractéristique.

Les fromages à pâte filée, n'étant pas fabriqués en faisselle ou pressés, n'ont pas de forme au départ et sont souvent présentés en boule. Certains sont étirés et donnent les fromages en ficelle (String cheese (en)), parfois tressée (Korbáčik slovaque), voire enroulée (chechil arménien, Oaxaca mexicain) mais aussi de simples bâtonnets. Ces formes peuvent aussi obtenues à partir de cheddar. Ainsi la coopérative irlandaise Kerry Group exporte en France la marque Ficello. On peut ensuite les effilocher comme amusement d'apéritif (fromages à effilocher).

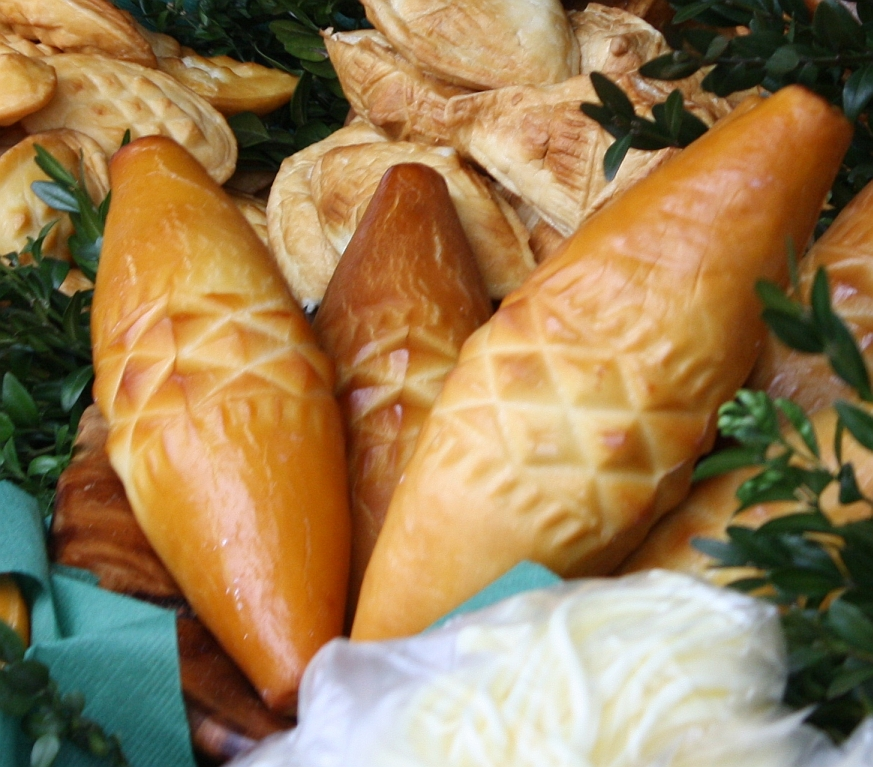
Oscypki (Pologne), fromages au lait cru de brebis pressés en doubles cônes ou grosses bûches.

Parmi d'autres formes originales, on peut citer les chèvres en pyramide ou pyramide tronquée comme le valençay, les fromages à trous comme l'emmental français est-central, l'oscypek de Pologne en double cône décoré et le halloumi de Chypre aplati puis replié.

#### Divers
Certaines variétés peuvent être destinées à un usage principal : la (ou le en Valais) raclette (fromage) tient son nom de son utilisation : la raclette (plat).
Certains usages qui n'ont plus d'intérêt fonctionnel sont perpétués ou remis au goût du jour à titre décoratif ou en souvenir des méthodes anciennes : ainsi la paille de seigle du sainte-maure-de-touraine, le liseré de cendres interne du morbier et de nombreux emballages de feuilles (châtaignier, vigne, platane, noyer) ou de fougères; certains fromages frais sont vendus dans leur faisselle : la jonchée de Niort peut l'être dans sa faisselle de joncs.
On peut rajouter aux fromages frais des condiments : poivre, fines herbes, noix, ail… ou encore de la crème (cottage cheese). L’ibakhbakhane des Aurès (Algérie) est fabriqué à partir d'un caillé lben mélangé à de l'orge vert écrasé et refermenté.

## Histoire

### Origines

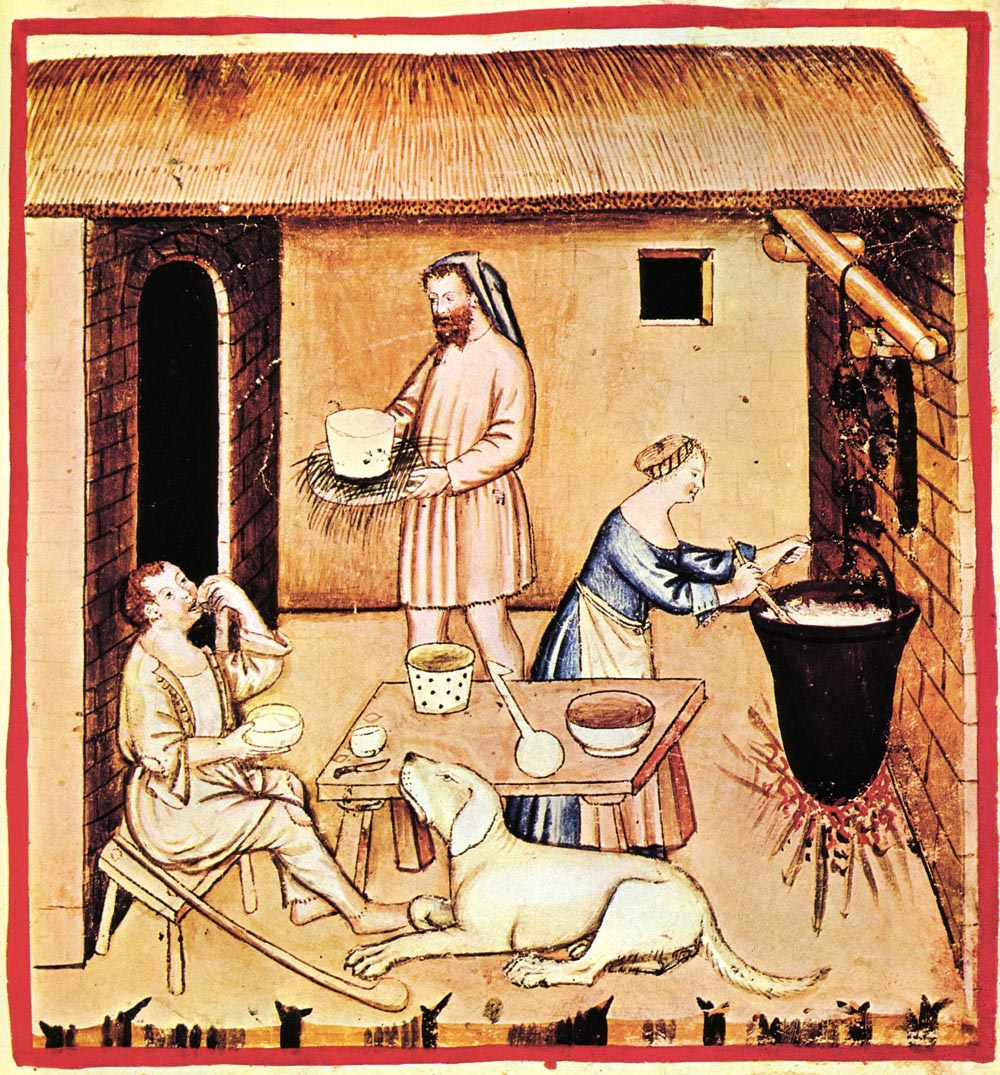
Fabrication de fromage au Moyen Âge (illustration du XIVe siècle).

L'origine du fromage remonte probablement au début de l'agriculture et de l'élevage dans le Croissant fertile. Il n’y a pas de preuve tangible indiquant les premiers lieux de fabrication du fromage que ce soit en Europe ou en Asie centrale plutôt qu'au Moyen-Orient mais la pratique s’est répandue en Europe avant la période de la Rome antique. Selon Pline l’Ancien, la pratique s’est sophistiquée durant la période de la Rome antique.

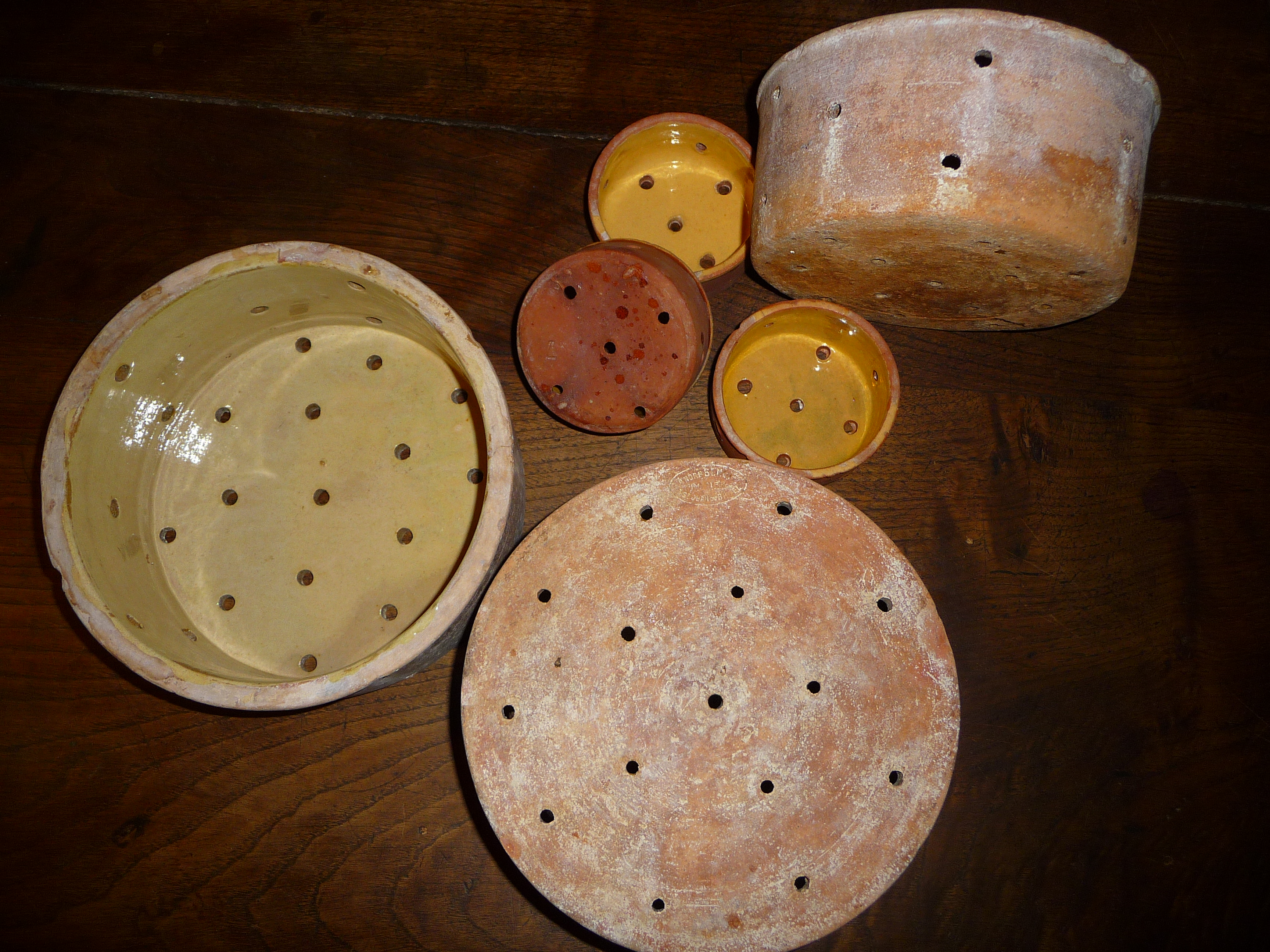
Faisselles anciennes de terre cuite fabriquées à Saint-Jean-du-Bruel pour du fromage de lait de brebis (pérail de ferme et roquefort).

Les premiers fromages ont probablement été fabriqués vers 8000 av. J.-C. au Moyen-Orient ou en Asie centrale avec la domestication du mouton et de la chèvre ; des preuves de la domestication de la chèvre dans le Zagros à cette époque ont été rapportés.
Les peaux de bêtes et les organes internes étant dès lors utilisés pour le stockage et le transport des denrées alimentaires, il est probable que le procédé de fabrication du fromage fût découvert accidentellement en stockant du lait dans un conteneur fabriqué à partir d’un estomac d’animal, résultant en la transformation du lait en lait caillé et petit-lait du fait de la présence naturelle des présures (lactase) dans l’estomac. Il existe plusieurs variantes,.
Selon une autre hypothèse, la fabrication du fromage aurait débuté fortuitement, des conséquences du salage et du pressage du lait afin d’en assurer sa conservation. L'observation de lait caillé dans l’estomac d’un animal tétant (veau) a probablement conduit ensuite à l’adjonction de présure sous forme de lanières de caillettes comme cela se faisait encore dans les Alpes au début du XXe siècle.
Enfin, la dernière hypothèse provient du désert du Taklamakan. Les momies du Tarim, ont emmené dans leur dernier voyage des fromages sous forme de petits cubes de l'ordre du centimètre. Ils ont été identifiés par les scientifiques de l'Institut Max-Planck de Dresde et de l'Institut des sciences de Chine de Pékin, sur les momies du cimetière de Xiaohe. Il s'agit de fromages issus de kéfir de lait ne nécessitant donc pas l'abattage des veaux. Les premiers grains de kéfir seraient des grumeaux de sucre et de lait caillé, l'amalgame de polysaccharides au fil des utilisations des outres comme contenant du lait. Les grains de kéfir sont un symbiote de bactéries et de levures, ici des lactobacillus et des saccharomyces qui forment 80 % de la masse et se seraient formés spontanément à partir de ceux présents dans le lait et l'environnement. Le résultat était un fromage pauvre en lactose adapté à ces populations qui n'avaient pas encore le gène permettant de digérer le lactose,,, un fromage fermenté légèrement alcoolisé. L'analyse des protéines de ces fromages a montré que la plupart des laits (huit tombes sur dix) étaient issus de vache et deux autres de brebis et de chèvre. Ils seraient vieux de 3 500 ans.
D'autre part, une équipe de chercheurs (Mélanie Roffet-Salque, Richard Evershed) analyse et date les graisses sur des fonds de poterie en Pologne et en Turquie. Les plus anciennes traces archéologiques de fabrication du fromage ainsi retrouvées datent de plus de 7 000 ans : des fragments de faisselles en céramique ont été découverts et caractérisés en Pologne, dans la région de la Cujavie, à 150 kilomètres au sud de Gdańsk, (culture rubanée),. Il pourrait aussi s'agir de fromage de kéfir. Il ne s'agit pas à proprement parler de fragments de fromages mais de traces.
Un autre "plus vieux fromage" directement découvert aurait 3 200 ans. C'est dans la fouille archéologique d'une tombe de l'ancienne capitale du premier nome de Basse-Égypte Memphis qu'il fut mis au jour. Il aurait été fabriqué à partir d'un mélange de lait mi-vache, mi-chèvre (ou brebis). Des traces de bactéries mortelles y ont été également détectées, et notamment celles à l'origine de la brucellose.
Des textes archaïques exceptionnels de l'époque Uruk/Warka ont été découverts par H. J. Nissen et ses collaborateurs (1990), qui mentionnent le fromage (ga'ar), le beurre et le yaourt (kisim). Ces textes datés de 3 200 ans av. J.-C., sont écrits sur des tablettes d'argiles en caractères précurseurs de l'écriture cunéiforme. Ce sont des livres de comptes qui indiquent le nombre de produits laitiers et d'animaux (vaches, brebis, chèvres) que les bergers doivent fournir.
D'autres traces, sur des peintures murales dans des tombes de l’époque de l’Égypte ancienne, datent de 2000 av. J.-C.. Ces premiers fromages devaient être aigres et salés, similaires en texture au cottage ou à la feta.
Les fromages produits en Europe, où le climat est plus froid qu’au Moyen-Orient, nécessitaient un salage moins important pour leur préservation. Moins salés et de fait moins acides, ces variétés de fromages sont devenus un environnement propice au développement de bactéries et de moisissures, leur donnant un goût et une texture particuliers.
De tous temps, la fabrication du fromage a correspondu au plus populaire traitement du lait.[réf. nécessaire]

### Coévolution des espèces
J.A. Varela a prouvé que la bactérie aujourd'hui appelée Kluyveromyces lactis était incapable, il y a 5 500 ans, de digérer le lactose; elle aurait acquis les enzymes nécessaires de l'espèce voisine K. marxianus mise en contact par la mouche commensale de l'homme Drosophila melanogaster (mouche du vinaigre). Cette bactérie est aujourd'hui utilisée massivement dans l'industrie fromagère.
De même certains humains et certains de leurs chiens et chats domestiques disposant en permanence de produits laitiers dans des populations de pasteurs ont acquis la capacité de digérer le lactose à l'âge adulte l'ont transmise à leur descendance.

### Grèce ancienne et période romaine

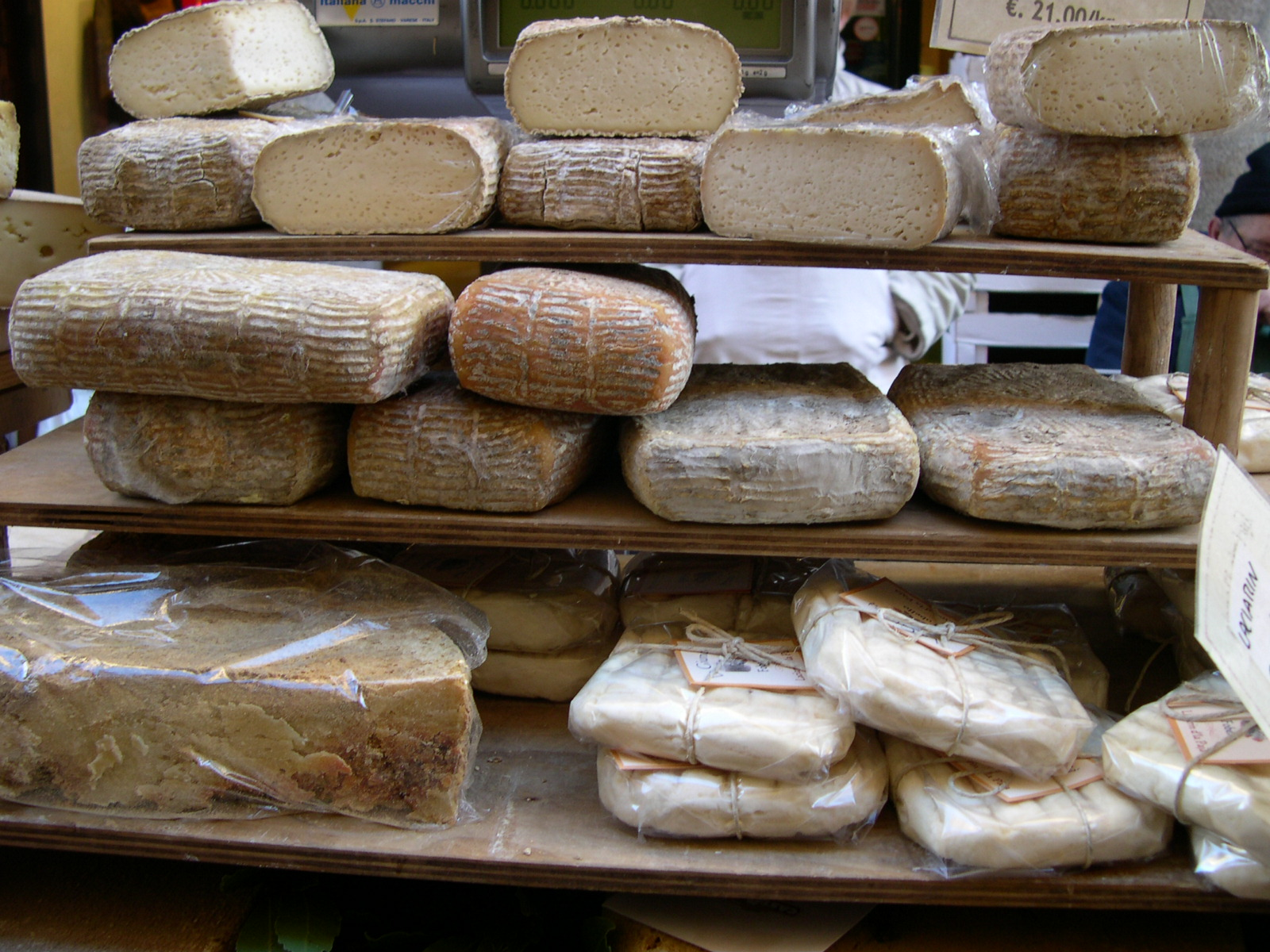
Fromages au marché en Italie.

La mythologie grecque attribue la découverte du fromage à Aristée. L’Odyssée d'Homère (VIIIe siècle – VIe siècle av. J.-C.) décrit le Cyclope fabriquant et stockant des fromages de lait de brebis et de chèvre : « Nous arrivâmes à sa grotte, comme il était sorti paître ses troupeaux, nous entrâmes et y prîmes tout ce que nous pûmes voir. Ses étagères étaient chargées de fromages et il avait plus d'agneaux et de chevreaux que ce que ses enclos pouvaient contenir… Il s'assit et se mit à traire ses brebis et ses chèvres, l'une après l'autre, puis les laissa s'occuper chacune de leur petit. Il fit cailler la moitié du lait puis plaça le caillé dans des faisselles en osier. » (d'après Samuel Butler).
Au temps de la Rome antique, le fromage était un mets de tous les jours, et sa fabrication un art dont la technique reste similaire à celle employée aujourd'hui. Le traité Libri de re rustica de Columelle (environ 65 apr. J.-C.) détaille un procédé de fabrication utilisant la coagulation du lait au moyen de la présure, le pressage du lait caillé, le salage et le vieillissement.
Pline l'Ancien dédia dans son œuvre L'Histoire naturelle (77 apr. J.-C.) un chapitre (XI, 97) décrivant la diversité des types de fromages appréciés par les Romains du début de l'Empire. Il y écrit ainsi que « Le fromage le plus estimé à Rome, où l'on juge en présence l'une à l'autre les productions de tous les pays, est, parmi les fromages des provinces, celui qui provient de la contrée de Nîmes, de la Lozère et du Gévaudan »,. Cependant, il précise que ces fromages ne se conservent pas bien dans le temps et doivent être mangés frais. Par ailleurs, les fromages en provenance des Alpes et des Apennins étaient autant remarqués pour leur variété que maintenant. Pline rapporte également une variété de fromage fabriqué par les Ligures, principalement à partir de lait de brebis, dont certains spécimens pouvaient atteindre un poids d'environ cent livres chacun. Les fromages au lait de chèvre apportaient un goût nouveau et apprécié à Rome. Le goût était notamment amélioré par le procédé de fumaison s'inspirant des pratiques gauloises et rendant un goût médicinal. Pline mit également en référence des fromages d'origines plus lointaines, par delà les mers, comme ceux de Bithynie en Asie Mineure.

### En Europe

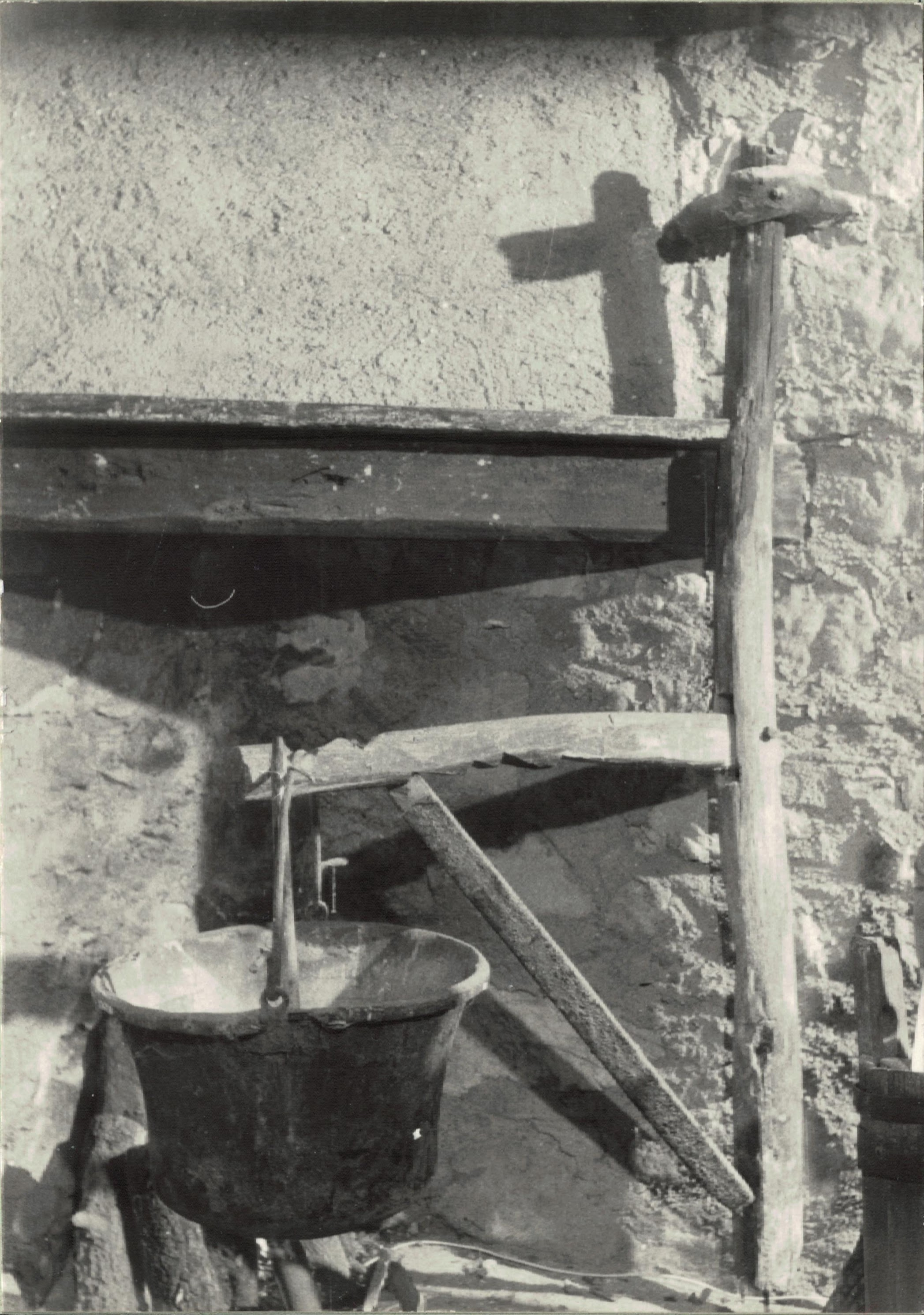
Ancien chaudron à fromage, Italie

Si Pline vante les fromages de Nîmes, les Romains dédaignent les fromages des peuples du Nord, qui ne produisent que du lait caillé, au profit des fromages à pâte dure dont ils introduisent la fabrication auprès notamment des Burgondes installés dans les Alpes et le Jura.

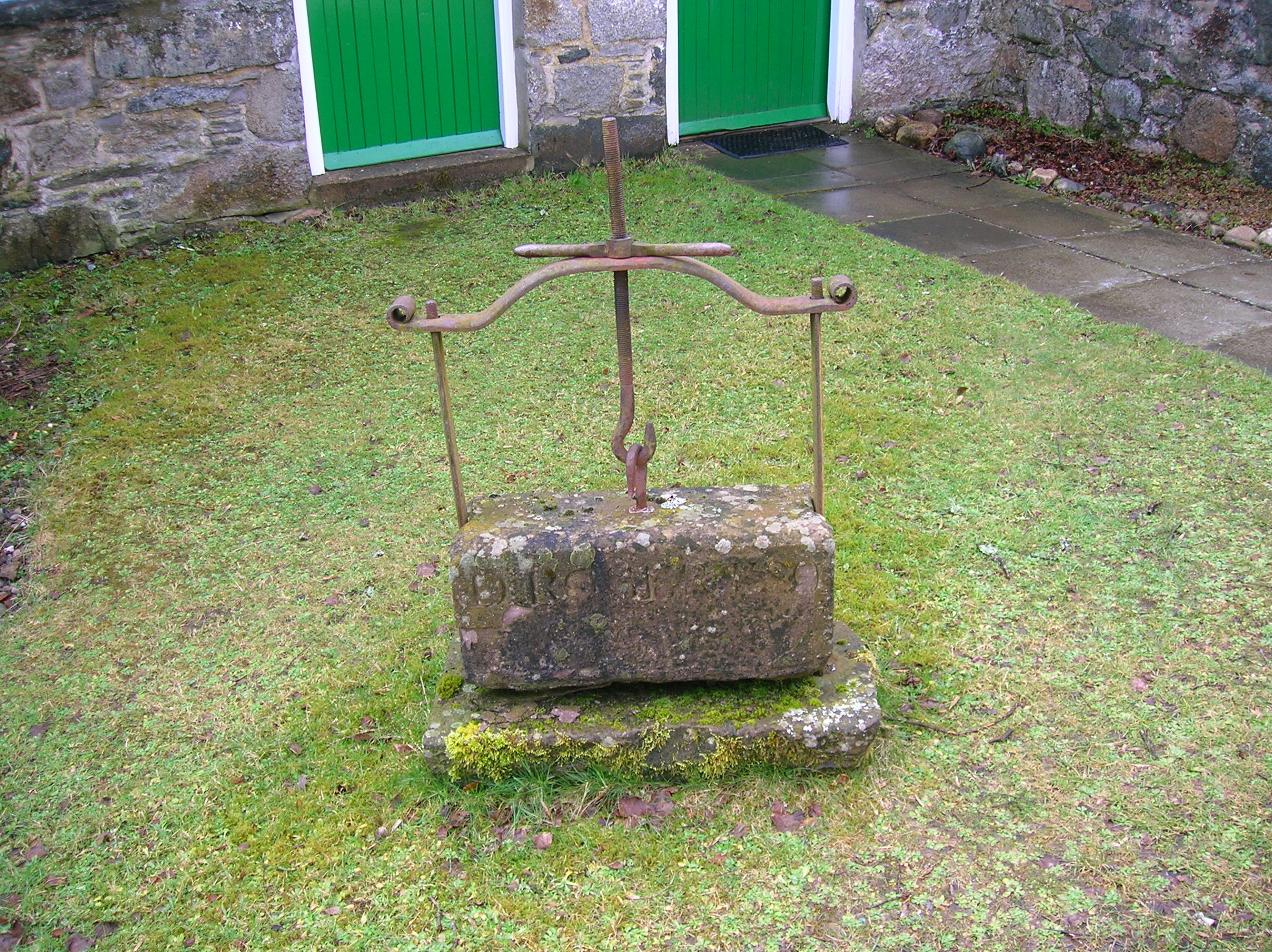
Presse à fromage, Écosse, sans doute début XVIII. Elle a pu être utilisée pour la fabrication de pâte pressée comme le Dunlop.

Le fromage devient l'aliment de base, dès le VIe siècle, chez les bénédictins. Ce sont encore des moines, cette fois les cisterciens, qui vont maintenir l'essor de la fabrication du fromage, très consommé durant le Moyen Âge, surtout chez les pauvres et les paysans. Le plateau de fromages est une pratique qui s'est solidifiée au XIXe siècle, devenant une tradition bien établie dans la gastronomie française. Les repas à la française sont structurés en plusieurs services, et le plateau de fromages trouve naturellement sa place à la fin du repas, avant ou après le dessert, selon les préférences régionales et individuelles. L'apparition du chemin de fer contribue à la diffusion des fromages régionaux. Enfin, la pasteurisation ouvre la voie à la fabrication industrielle du fromage, voie qu'empruntera le premier, Léon Bel en 1919.

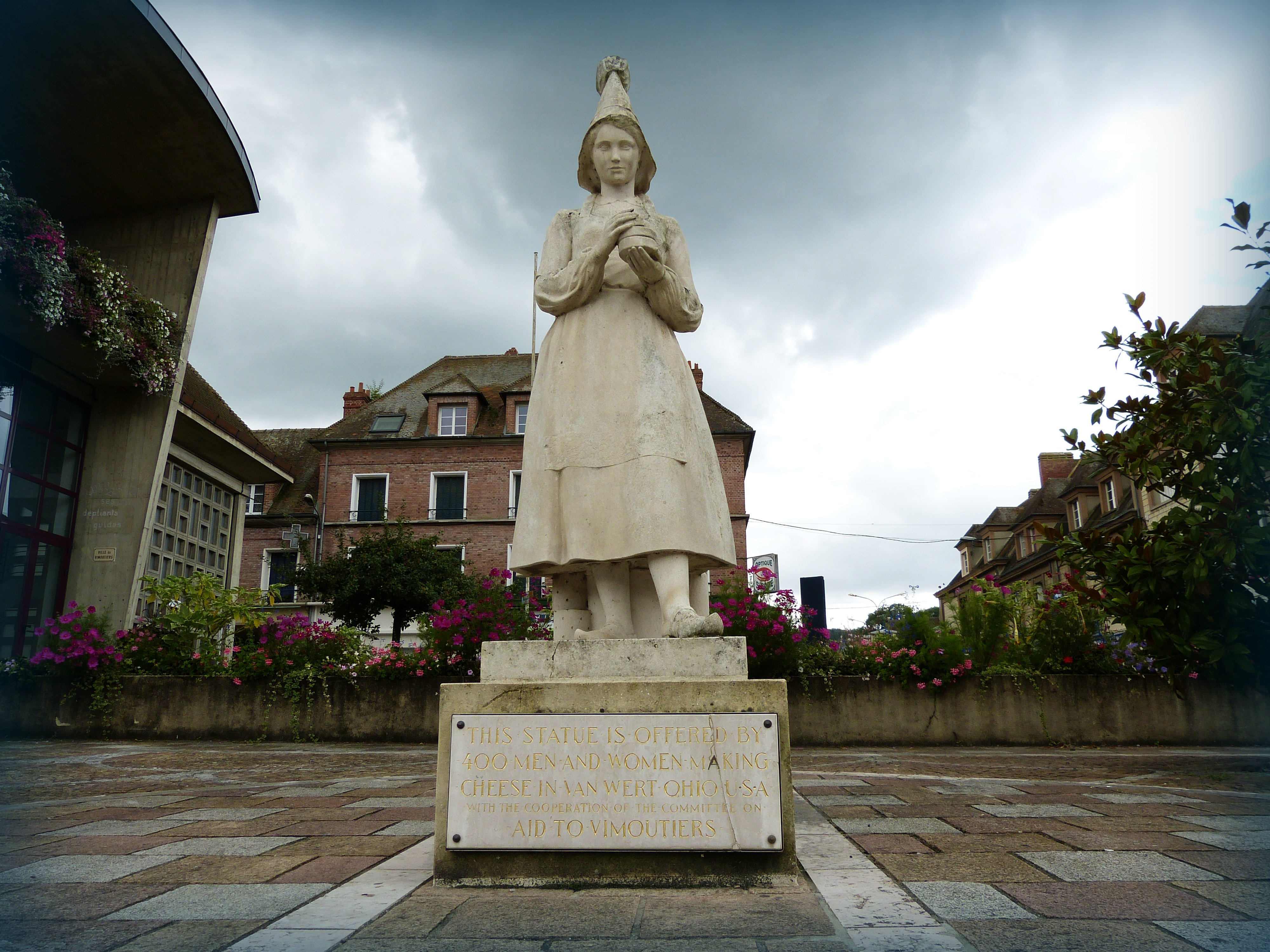
Statue de Marie Harel, inventrice présumée du camembert, à Vimoutiers, statue offerte par des producteurs de l'Ohio

Mets de fin de repas, le fromage est devenu aussi un des ingrédients majeurs de la cuisine grâce à un maître-fromager français, Pierre Androuët. Robert Courtine, critique gastronomique, a expliqué à son propos : « Pierre Androuet est Monsieur Fromage, son historien et son poète. L'homme sans qui le fromage ne serait que ce qu'il est… sans la cuisine au fromage et les centaines de recettes qu'il a élaborées. C'est Androuet qui a amené le fromage dans notre assiette… en passant par la cuisine ». Ses recettes sont sorties du cadre domestique où tartes et flans au fromage sont connus depuis la période médiévale et, a fortiori, de « l'usage de Gruyère râpé sur les macaronis ». Il a fait découvrir que la cuisine au fromage couvre tout un éventail qui peut aller de recettes simples et faciles à réaliser à des « recettes riches, généreuses, variées, offrant d'innombrables combinaisons de saveurs ».

### Étymologie et désignation de «fromage» dans l'histoire
Le terme « fromage » est attesté dès 1135 environ sous cette forme, cependant on trouve également formage plus proche de l'étymologie avant métathèse de [r].

« [Fromage] (…) procède (v. 1135) d’un bas latin (caseus) formaticus « (fromage) fait dans une forme », formaticus dérivant du latin classique forma. « Fromage », à côté de la forme attendue « formage » attestée en 1180, provient d’une métathèse qui a détaché le mot de son origine. »

— Le Robert Dictionnaire historique de la langue française, (dir.) Alain Rey, Dictionnaires Le Robert, Paris, nouvelle éd. janvier 1994, tome I, p. 848
Il est plus précisément issu directement d’un bas latin formāticum « fromage », dérivé par ellipse de cāseus formaticus « fromage moulé », dont l’élément cāseus s'est effacé (voir wikt:foie). Formaticus signifie « ce qui est fait dans un moule », dérivé en -icus du latin forma « moule ». L'adjectif substantivé a régulièrement évolué en ancien français formage, devenu fromage.

L’emprunt au français a également donné l’italien formaggio (en face de cacio), le poitevin feurmage, le wallon froumadje, l’occitan et le catalan formatge, le breton formaj (en face de keuz).

Forma se perpétue quant à lui dans l'occitan fourmo (graphie moderne occitane) ou forma (graphie normalisée occitane), appellation linguistique régionale courante du Forez, de l'Auvergne (au sens de l'ancienne province) et du Rouergue) et francisée en fourme par les appellations commerciales de certaines spécialités de fromages de ces zones territoriales.
En revanche, le substantif latin cāseus « fromage » a disparu en gallo-roman, mais s'est perpétué dans les autres langues romanes : espagnol queso, italien cacio, portugais queijo et roumain caș, alors que le français ne connaît que deux dérivés, l'un savant caséine, et l'autre chésery, utilisé dans des noms de lieux dans les Alpes. L'emprunt au latin s'est fait dans des langues germaniques occidentales : anglais cheese (cīese, cēse en vieil anglais), allemand Käse (vieux haut-allemand chāsi), frison occidental tsiis, néerlandais kaas, etc. par l'intermédiaire d'une forme hypothétique du germanique commun *kāsijaz. Ils signifient tous « fromage » dans ces différentes langues.
Les langues celtiques ont aussi emprunté le latin caseus : irlandais cáis, breton keuz et gallois caws.
Le latin caseus est également à l'origine du mot malais keju (par emprunt au mot portugais queijo).

## Technique
La caséologie est la science qui a pour objet l'étude, l'affinage et la connaissance du fromage. Le caséologue est le métier qui assure cette transformation.

### Principe
Le lait est une émulsion stable physiquement à pH 6,5, mais périssable biologiquement, de caséines, albumines, matières grasses et eau. La fabrication du fromage consiste à en séparer et rassembler la caséine et éventuellement les matières grasses pour en faire un aliment de conservation. Les caséines sont d'abord dégradées par l'effet de l'acidité ou de la présure. Les caséines peuvent ensuite s'agglomérer soit seulement sous l'effet de l'acidité (caillé acide, pH 4,5 qui peut ensuite être adouci), soit seulement sous l'effet de la présure (caillé doux, pH 6,5) mais le plus souvent on a une situation intermédiaire car on utilise à la fois fermentation acidifiante (transformation du lactose en acide lactique) et présure (ou équivalent). Tous les intermédiaires sont possibles ; on parle alors de tendance lactique ou présure. Le caillage présure nécessite la présence de calcium composant naturel du lait (dans le cas de laits chauffés, on rajoute souvent du chlorure de calcium). Les protéines autres que les caséines peuvent être récupérées par chauffage, acidification ou ultrafiltration dans le lactosérum.

### Transformation du lait en fromage: méthode traditionnelle
Sur les douze manipulations décrites ci-après, quatre sont (théoriquement) indispensables : emprésurage, égouttage, moulage et salage. On fait cependant des fromages sans présure (mascarpone, labne, panir, fromages de lactosérum), sans véritable moulage (fromage en grains, jonchée, mascarpone, mozzarella), et sans sel (petit-suisse, panir, fromages de régime).
1. Écrémage (éventuel) : recueillir la partie crémeuse à la surface du lait , qui sera destinée à la fabrication de la crème fraîche ou du beurre. Cette pratique donne des fromages maigres, peu crémeux. La crème (corps gras) est plus légère que l'eau constituant majoritaire du lait. L'opération est réalisée par centrifugation (artisans et industriels). Parfois en production fermière, une partie seulement de la crème est prélevée par coupellation après crémage (remontée naturelle de la crème au-dessus du lait avec le temps ou après chauffage.
2. Chauffage (éventuel) : ne concerne que les laits gardés dans des réservoirs réfrigérés pour cause de transformation différée et les laits caillés par acidification. Le lait est mis à chauffer pour rétablir sa température au sortir du corps de l'animal, état physique indispensable à l'emprésurage. Le comté par exemple est tiédi à 40 °C. Au-delà, le lait perd l’appellation « au lait cru ». L'opération porte parfois le nom de "maturation".
3. Pasteurisation (éventuel) : le lait est mis à chauffer selon un processus déterminé pour éliminer les bactéries pathogènes (nuisibles à l'homme) et augmenter la DLC. En revanche, les bactéries bénéfiques sont aussi détruites[55]. Cette pratique fait baisser très sensiblement le coût de la transformation fromagère, du fait que le lait n'est plus « vivant » (il ne demande plus d'analyses bactériologiques coûteuses et rapprochées dans le temps). Cet aspect est de première importance dans l'agro-industrie.
4. Ensemencement des laits pasteurisés ou microfiltrés (éventuel) : pratique indispensable pour ces laits transformés ; seules un nombre limité de souches bactériennes étaient utilisées, ce qui avait conduit à une uniformisation des caractéristiques sensorielles[55], le choix des souches est aujourd'hui beaucoup plus étoffé[56]. Le lait pasteurisé voire stérilisé (procédé UHT) a besoin d’être enrichi en chlorure de calcium[57]. La fermentation réalisée par les bactéries lactiques (leuconostoc, lactobacillus…) peut entraîner l'acidification du lait jusqu'à environ pH 4,5 ; à ce stade la croissance des bactéries est inhibée.
5. Emprésurage : le fromager ajoute de la présure au lait. L'action de la présure est optimale à 40 °C et pH 5,8[58]. Le caillage résulte de l'action de la présure et de l'acidification (le lait se sépare en deux produits laitiers distincts : le caillé et le petit-lait). Ensemencement, emprésurage, acidification directe s'utilisent exclusivement ou concurremment : du jus de citron (chhena en Inde) ou du vinaigre peuvent être employés (fromages ménagers, fromages de lactosérum). Certains fromages (labne traditionnel) sont élaborés seulement selon la méthode de l'ensemencement spontané (fromages au goût suri). L'équilibre entre présure, ensemencement est déterminant : le caractère présure (caillés doux) domine par exemple dans le pont-l'évêque, le caractère lactique dans le brie de Melun (caillé acide), avec entre les deux le cas du camembert.
6. Décaillage (éventuel) : Le fromager traverse la masse de caillé à l'aide de couteaux pour obtenir des grains plus ou moins grands selon la sorte de fromage désirée, et exprimer le lactosérum.
7. Égouttage (systématique) : Il permet de diminuer le taux d’humidité du fromage. Lors de cette étape, le petit-lait et le caillé finissent de se séparer. Les ustensiles utilisés sont l'étamine (opération réalisée avant le moulage) ou le moule ou forme perforée (deux fonctions : égouttage et moulage). Dans certaines fabrications très industrialisées, l'égouttage est réalisé par centrifugation[59]. L'opération peut être complétée en chauffant, dans le cas du comté jusqu'aux alentours de 55 °C pour « sécher le grain » ou remplacée par un chauffage jusqu'à 100 °C pour les pâtes filées dans de l'eau ou du lactosérum[60].
8. Moulage : Le moulage ou formage se fait dans de grands moules pour obtenir des meules, dans de plus petits pour les fromages du genre fourmes, voire de très petits pour les genres camembert, picodon, pérail, etc. Le caillé destiné à l'industrie alimentaire n'est généralement pas moulé, il était souvent livré dans les sacs de toiles ayant servi à l'égouttage. Il est aujourd'hui conditionné en bacs, boules, paquets prétranchés, sacs de granulés[61]. Il n'y a pas généralement de moulage pour les pâtes filées.

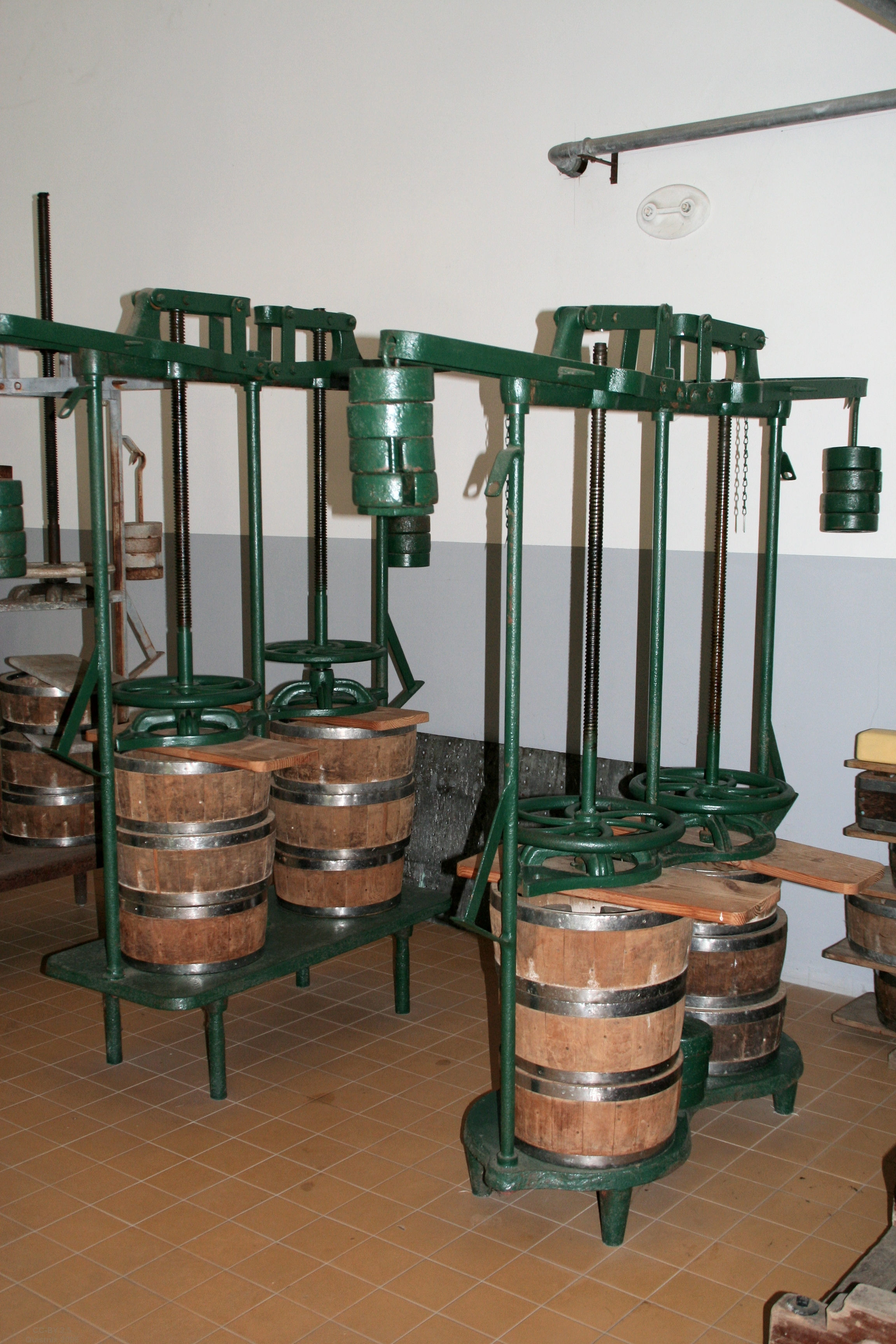
Presses traditionnelles à cuves en bois. Musée à Arnhem.

9. Presses traditionnelles à cuves en bois. Musée à Arnhem.Pressage (éventuel) : Le pressage, opération très physique si la méthode est vraiment artisanale, permet d’éliminer l’excédent d’eau. Il s'effectue avec les mains, avec un poids ou avec une presse mécanique.
10. Salage : Immersion dans de la saumure ou salage à sec pour les petits fromages; réalisé dans de rares cas (sainte-maure-de-touraine, valençay) avec un mélange de sel et de cendres. Le lavage des croûtes lavées ou morgées contribue au salage du fromage
11. Piquage (éventuel) : Cette opération est pratiquée pour la fabrication des « bleus » en transperçant les fromages pour inoculer un champignon (Penicillium roqueforti ou P. glaucum). Les perforations servent également de couloirs à oxygène qui, en association avec l'humidité interne du fromage, créent une ambiance propice au développement du champignon.
12. Affinage (éventuel) : C’est l’opération la plus longue et qui demande une grande attention. Elle s'effectue dans une cave. Chaque fromage est retourné et salé sur chaque face pour la formation de la croûte due au développement de penicillium camemberti. Cette opération demande plusieurs jours de travail et une attention toute particulière à la maturation du fromage ; l’artisan fromager doit posséder de bonnes dispositions sensitives comme l’observation, l’odorat, le goût et le toucher, le tout allié à une bonne résistance physique s'il s'agit de gros fromages (mécanisation possible). Les fromages à croûte lavée et les pâtes pressées comme le comté sont lavées ou frottées avec une saumure, la morge additionnée parfois d'alcool. La morge entraîne le développement de brevibacterium linens ou ferment du rouge. L'expérience dans ce domaine est déterminante. Le hâloir (souvent électrique) peut se charger de la période de ressuyage. Parfois, les murs mêmes de la cave, grâce à leur porosité, servent de réservoir à une certaine biodiversité microbienne, ce qui peut participer à la particularité d'un fromage, au même titre que l'herbe consommée ou la race utilisée pour produire le lait. Pour un affinage réussi, chaque type de fromages demande une ambiance atmosphérique particulière (température, hygrométrie) ce qui rend impossible l'affinage de différents fromages dans la même cave ; en effet les levures et moisissures souhaitées s'installent naturellement en fonction des caractéristiques du micro-environnement du fromage[62].

Il faut enfin noter la technique des fromages fabriqués à partir de petit-lait, coproduit des autres fromages, comme le sérac (Vosges, Alpes, Jura). Le lactosérum (lactose et albumines) est chauffé jusqu'à 80 ou 90° (d'où l'appellation recutta en Italie) avec de l'acide acétique (vinaigre).

Fabrication artisanale de fromages au lait cru à pâte pressée cuite : gruyère suisse et beaufort
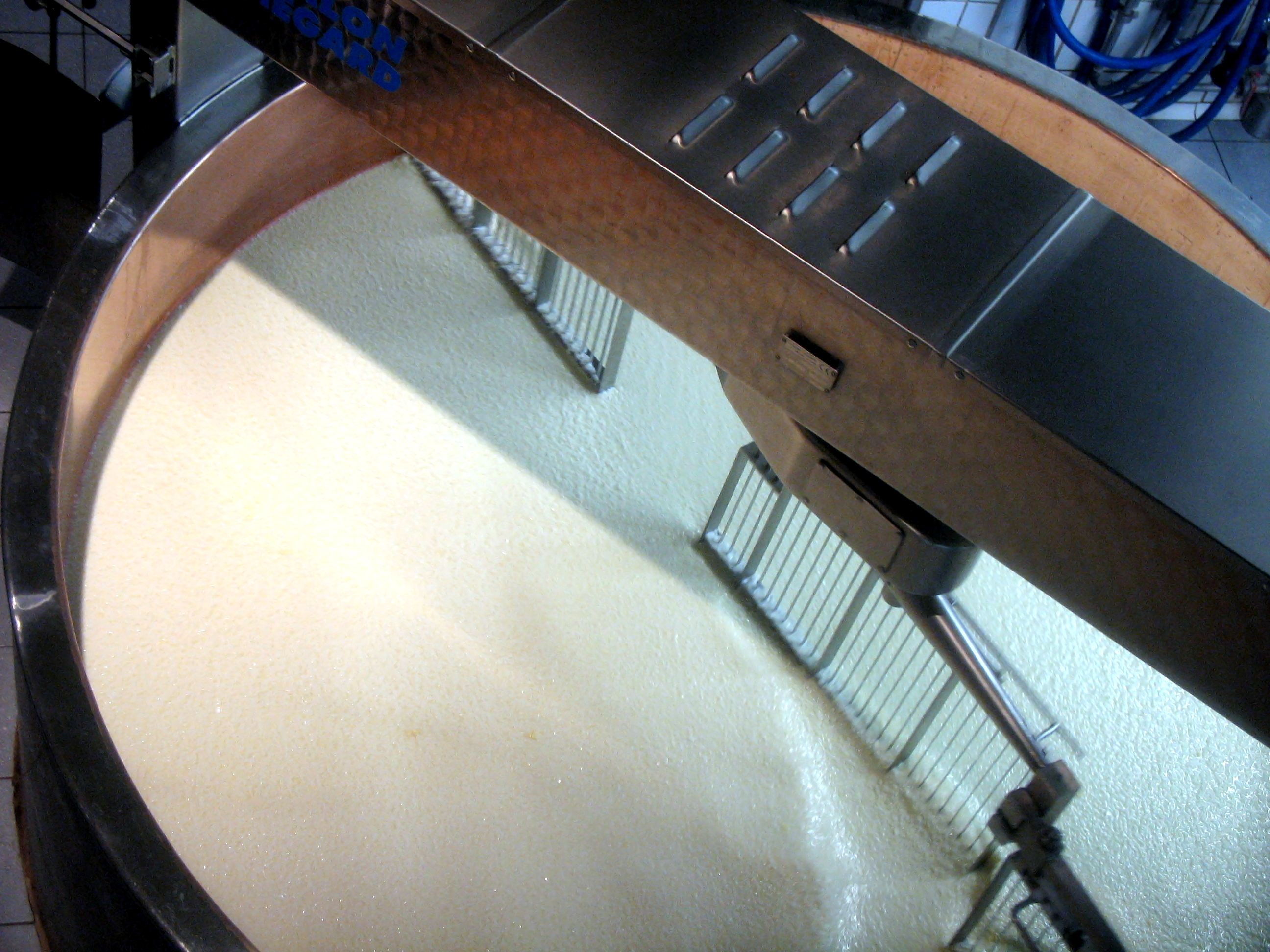
Caillage (gruyères)
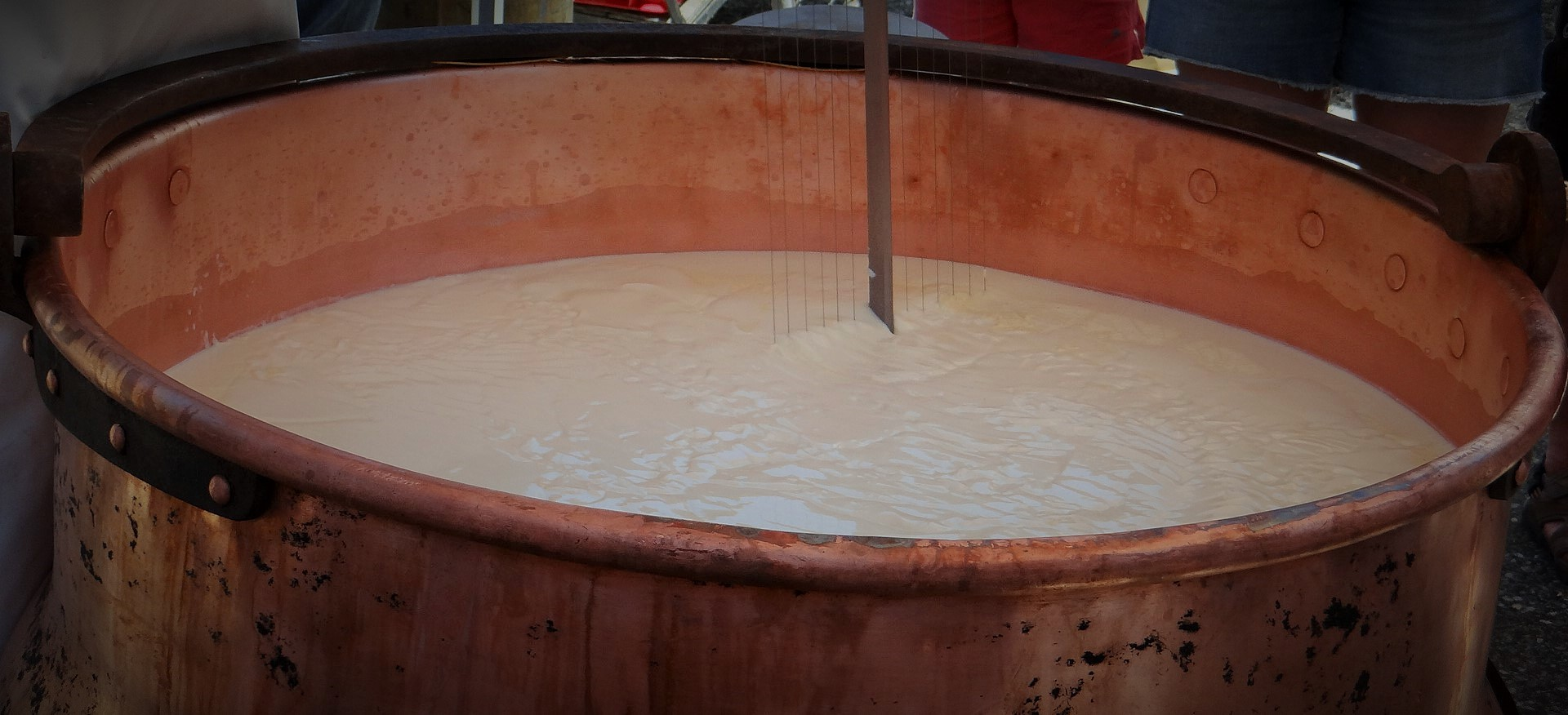
Décaillage (beaufort)
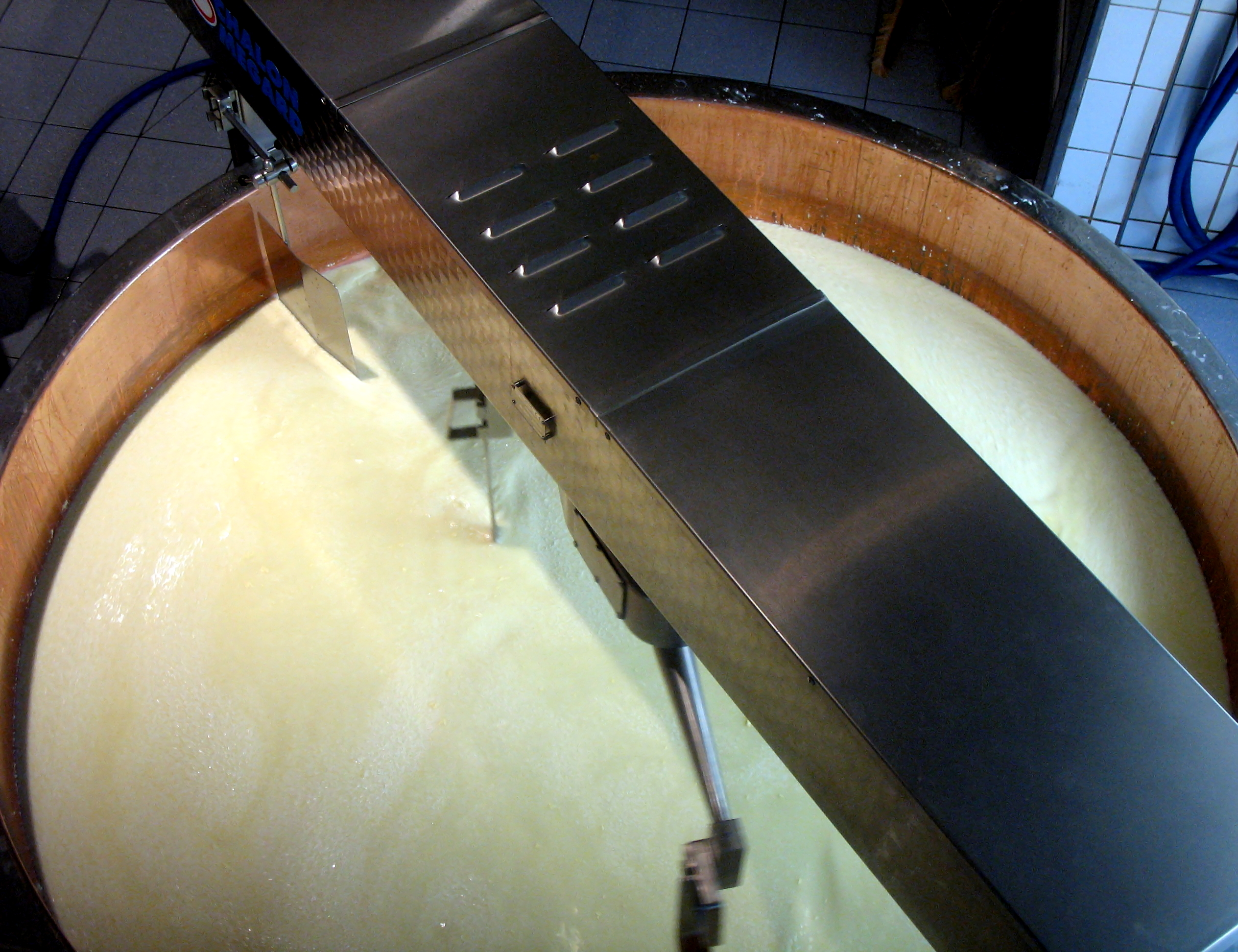
Rompage ou décaillage (gruyères). Après le décaillage, l'ensemble est chauffé : 57 ° pour le Gruyères, 53° à 56° pour le beaufort
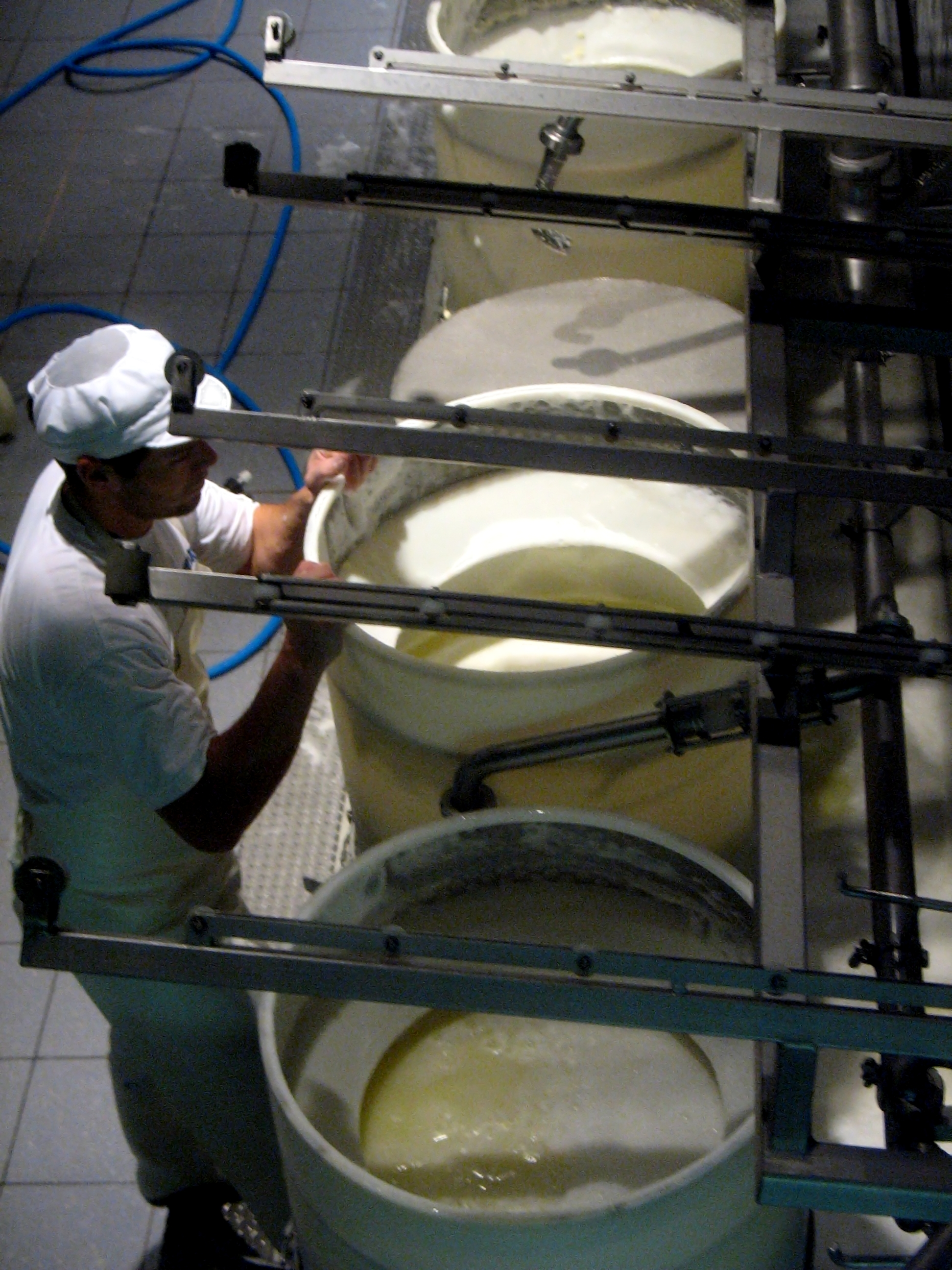
Égouttage par vidage du lactosérum hors du moule (gruyères)
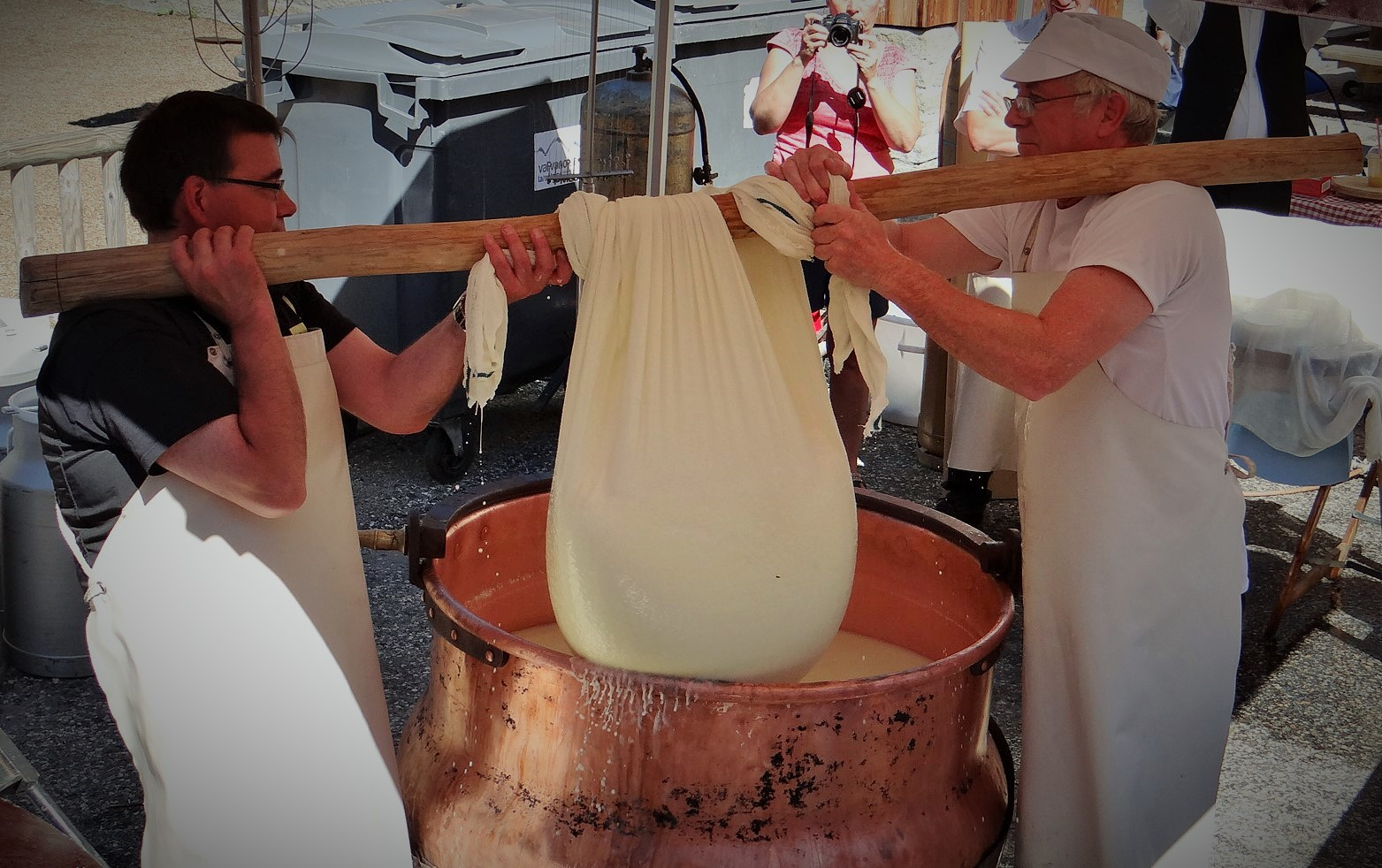
Egouttage au moyen d'un sac de toile (beaufort)
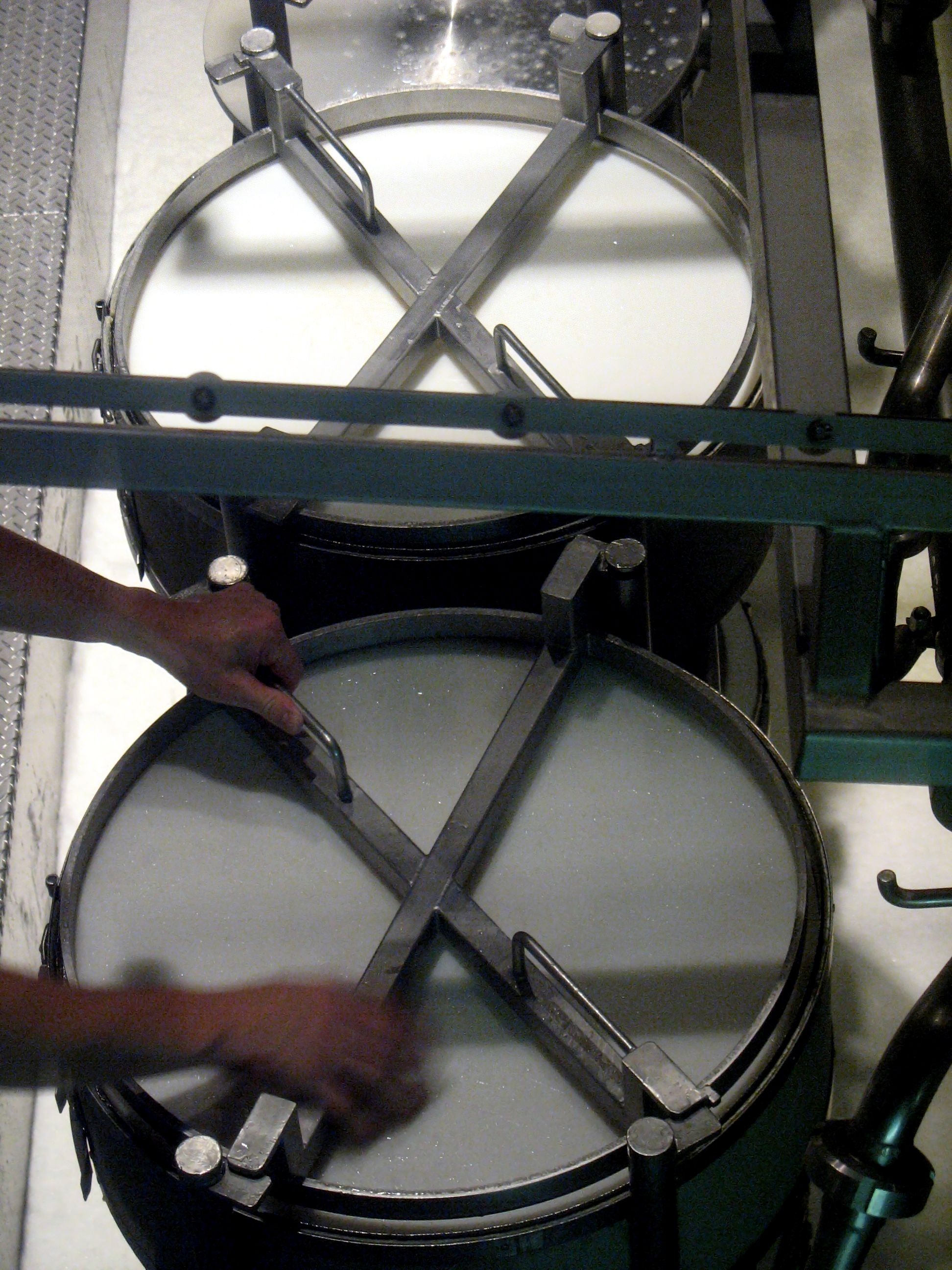
Moulage (gruyères)
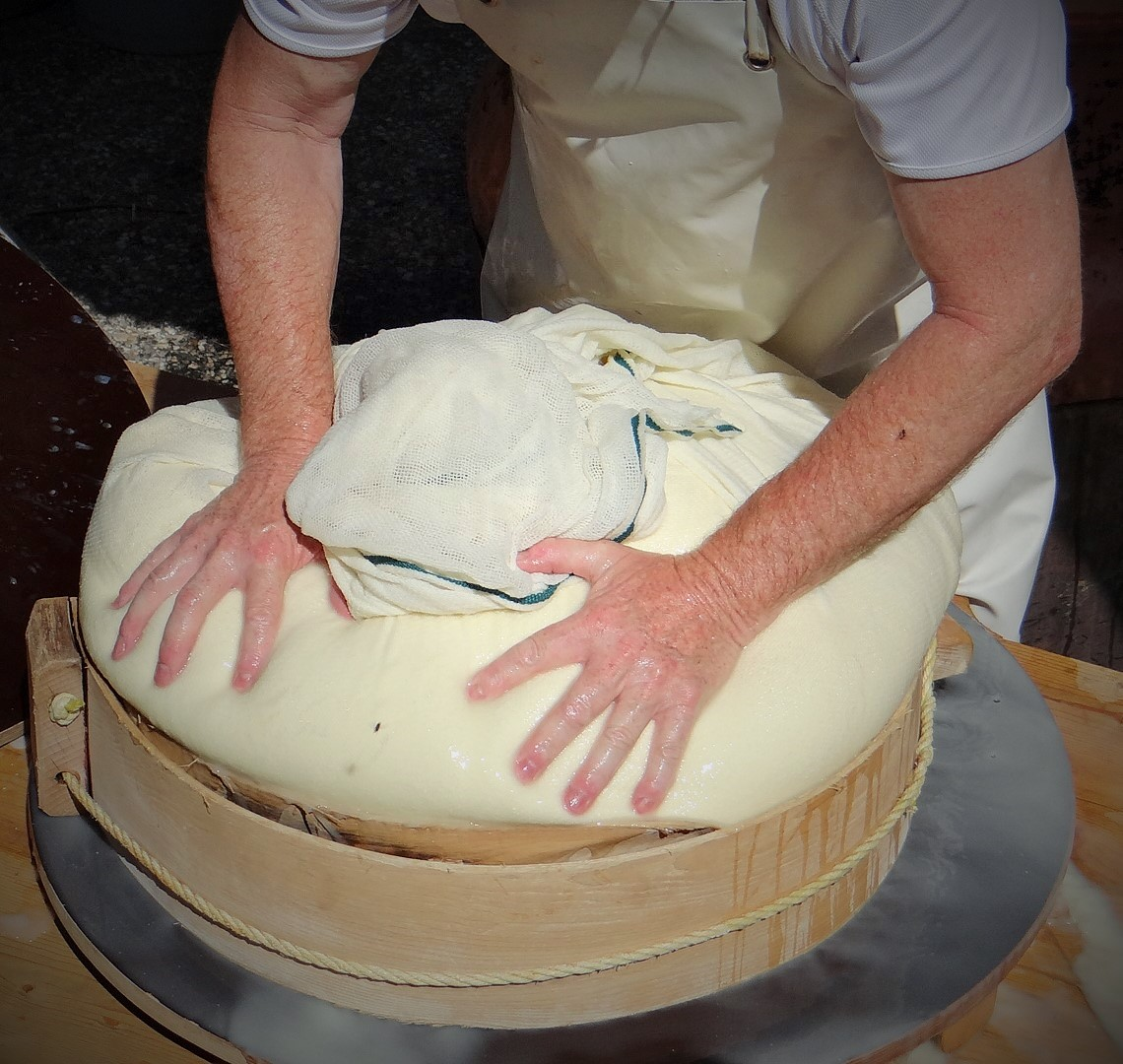
Moulage (beaufort)
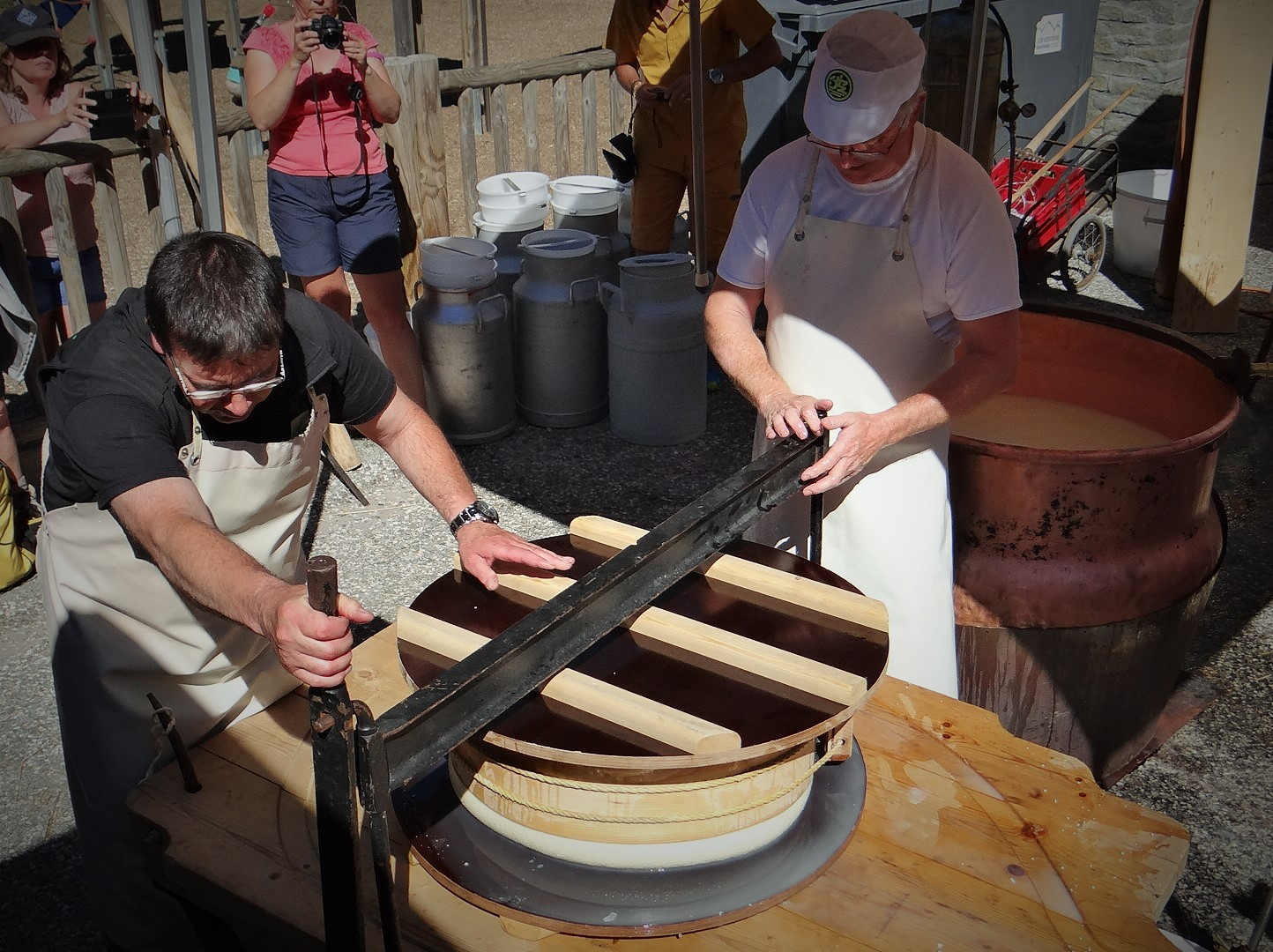
Pressage (beaufort)
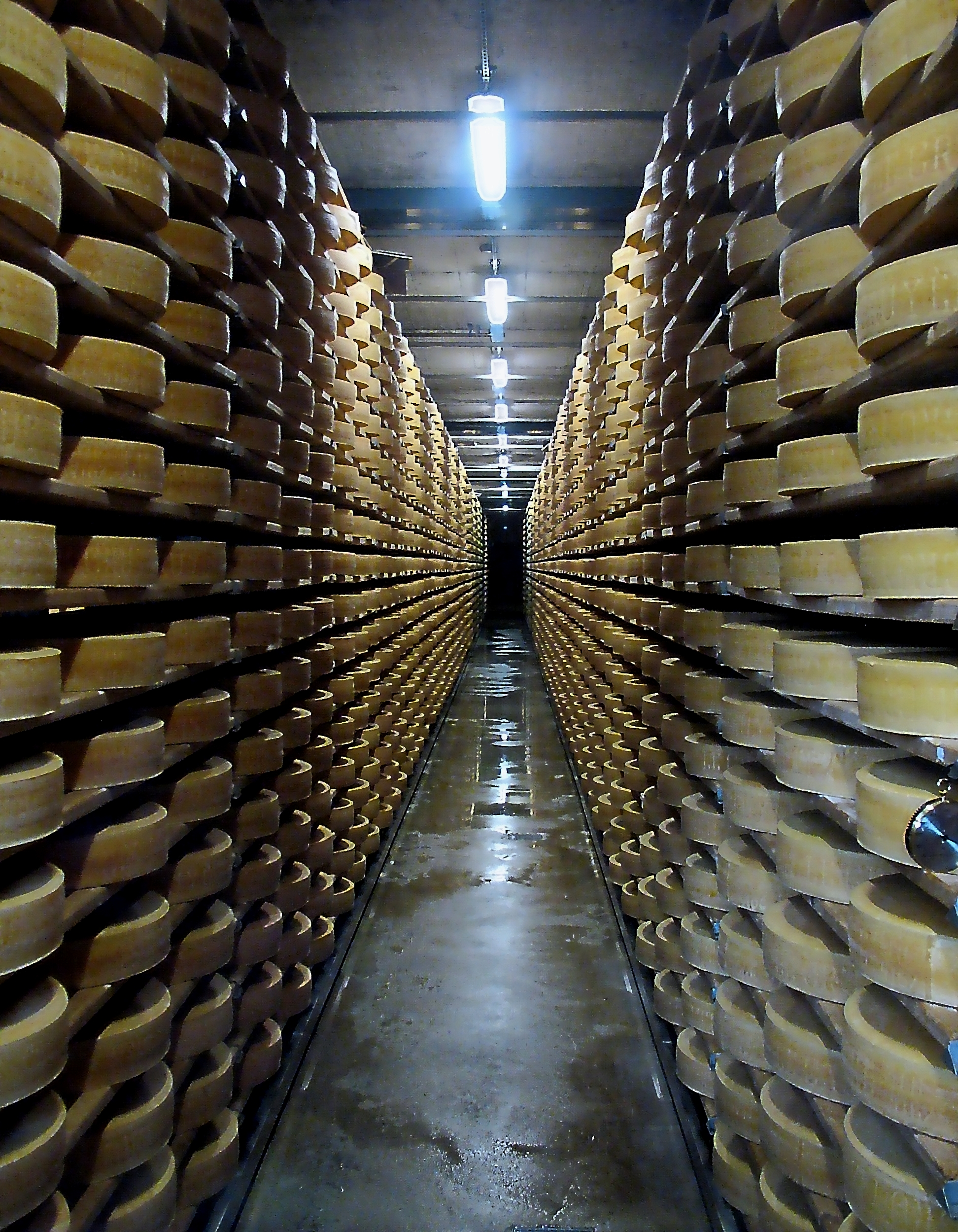
Affinage (gruyères)

### Opérations en production industrielle
Ces méthodes sont générales dans tous les pays. Seuls quelques pays à forte tradition fromagère autorisent des fabrications industrielles non pasteurisées. De même les fabrications industrielles les plus prestigieuses utilisent des méthodes plus proches de la tradition.
Le lait arrive à l'usine refroidi et préfiltré. Il est immédiatement testé et analysé (matières utiles, absence de germes, de marqueurs de pathologie, d'antibiotiques, d'eau), filtré à nouveau ou microfiltré, écrèmé complètement et pasteurisé.
On part donc d'un lait écrémé pasteurisé auquel on peut ajouter des produits laitiers contrôlés : poudre de lactosérum ou de babeurre, lactose, protéines de lactosérum. Ces ajouts éventuels permettent de donner du moelleux, d'apporter un goût légèrement sucré (le lactose en excès n'est pas transformé en acide lactique) et d'accélérer le caillage. On rajoute la crème en quantité voulue en fonction du type précis de produit final, l'éventail est très large. Ces produits s'ils ne sont pas déshydratés ou ultrafiltrés sont généralement concentrés afin de réduire ensuite le temps d'égouttage.
Le caillage peut être accéléré en utilisant des présures améliorées ou artificielles, en acidifiant et en chauffant.
Le mélange à cailler est ensemencé avec un levain sélectionné et si besoin emprésuré, éventuellement avec une présure améliorée parfois OGM. L'emploi de chlorure de calcium, d'acidifiant (acide citrique) peut sécuriser le caillage. Les conditions de température, d'humidité, de pH et d'environnement microbien sont précisément ajustées selon le type de fromage. L'apport sur les caillés de levures et moisissures cultivées sécurise le démarrage de l'affinage dans un environnement stérilisé avec des caillés à base de lait pasteurisé.
Afin de faciliter l'égouttage le caillé peut être pratiquement broyé, (caillé agité en Amérique du Nord). L'égouttage peut être remplacé par l'ultrafiltration ou la centrifugation.
L'ultrafiltration à 1,4 ou 0,8 μm (Procédé Maubois, Mocqot, Vassal 1969), qui ne fait intervenir que peu de chauffage, est un procédé efficace et économique. Ces méthodes permettent de récupérer des éléments autrefois difficilement utilisables (albumines, lactose, une part plus importante du calcium et de la matière grasse) et d'abaisser les coûts de revient du fait d'un chauffage et d'un égouttage limités. On obtient des fromages plus riches en lactose, de texture moelleuse voire très onctueuse . Ces préparations qui ne sont pas des fromages au sens traditionnel (cependant caillés et pressés, éventuellement fermentés, ils répondent à la définition légale d'un fromage) et ne peuvent entrer dans le cadre des appellations d'origine. La durée de fabrication peut ainsi passer de huit à deux semaines. Ils sont vendus sous des noms de marque évoquant une origine rustique (Pavé d'Affinois, Saint-paulin).
La centrifugation est un égouttage presque instantané. Au contraire de l'ultrafiltration, elle élimine une partie des protéines à chaînes courtes, du calcium et du lactose ; ce dernier effet peut être recherché. La centrifugation est principalement utilisée pour les fromages frais et les fromages gras.
Il est possible d'ajouter des adjuvants (sels de fonte : polyphosphate, phosphate de sodium, citrate de sodium, exemple : Kazomel) pour faciliter l'émulsion de la pâte dans l'eau et renforcer la sensation de moelleux ou crémeux. Cette méthode est souvent jugée indispensable pour les pâtes fondues industrielles.
En Amérique du Nord, les caillés peuvent être affermis en ajoutant des épaississants (guar, gomme xanthane, amidon, etc.). Ces fromages n'ont plus qu'un rapport lointain avec un fromage traditionnel même s'ils leur arrivent d'emprunter un nom suisse.
L'ultrafiltration, le décaillage poussé , l'égouttage par centrifugation,, le moulage automatisé, le pressage mécanique, le salage par injection de saumure ou par mélange de sel à sec dans la masse, l'homogénéisation et le lissage des caillés gras, riches en lactose et humides (deux tiers d'eau), autorisant les transferts à la pompe, pour les fromages semi-fluides (fromages à la crème) sont des méthodes permettant de réduire considérablement les temps de fabrication.
La mozzarella industrielle (qui n'a qu'un rapport éloigné avec la mozzarella traditionnelle) est emblématique de ce type de fromages. Réincorporation de lactosérum, caillage accéléré au moyen de présures spéciales, broyage du caillé, ni égouttage classique ni moulage (pour les pâtes filées, le caillé est rassemblé en provoquant sa fusion dans la phase liquide chaude), homogénéisation et conditionnement du caillé en phase semi-fluide à chaud, pas d'affinage, fabrication en usines robotisées, produit final d'utilisation aisée (granulés, tranches prédécoupées, tartinables ou fondantes, pas de miettes ni de coulures, hygiène irréprochable), commercialisation sous un nom italien. Cela permet de sécuriser l'approvisionnement de l'amont industriel de l'univers des pizzas, sandwicheries, crêperies, fromages en-cas et apéritifs, et de la restauration collective.
Par exemple, le groupe coopératif français Eurial produit annuellement 45 000 tonnes de mozzarella Maestrella (marque industrielle) pour 60 pays en 2019.

### L'écosystème microbien

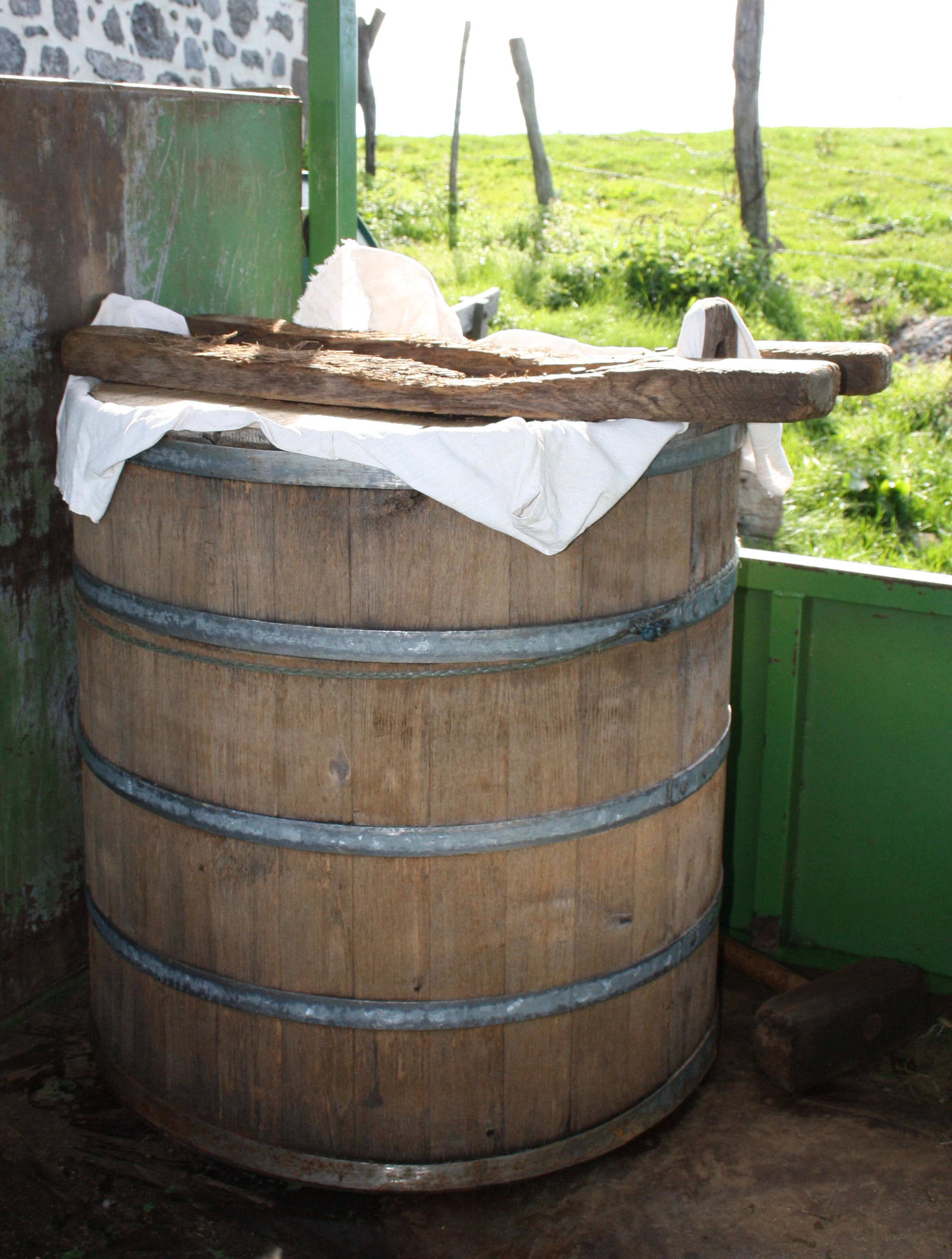
Stockage ou caillage du lait dans une gerle avant la fabrication du fromage de Salers en estive. Le bois de ce tonneau conserve les micro-organismes nécessaires et les transmet d'une cuvée à l'autre (ensemencement naturel), 2010.

Selon la chercheuse de l’INRA Marie-Christine Montel, « Le fromage est un écosystème peuplé de bactéries, de levures de champignons qui vivent là comme en société, chacun faisant un travail spécifique, l’ensemble vivant dans un équilibre fragile entre compétition et coopération. (…) Le fromage est ainsi le fruit de la digestion réalisée par les microbes qui s’invitent à la table du lait. Et ils sont nombreux ! Nous avons décrit plus de 200 espèces dans les fromages (…) ». Un lait cru peut contenir jusqu'à 36 espèces microbiennes différentes, d'autres sont apportées par le microbiote des salles et caves d'affinage
Selon qu'ils ont été bien conservés ou pas et élaborés avec du lait de qualité sanitaire satisfaisante ou pas, on peut distinguer, outre ceux qui sont le plus généralement impliqués dans l'élaboration souhaitée du fromage, deux types de germes dans les fromages :
- Les germes pathogènes comme la bactérie Listeria monocytogenes responsable de la redoutable listériose qui doivent être absents.
- Les germes indicateurs d'hygiène comme les bactéries Carnobacterium mobile, Marinilactibacillus psychrotolerans, Arthrobacter nicotianae ou Arthrobacter arilaitensis, Arthrobacter ardleyensis ou Arthrobacter bergerei et Brachybacterium sp. ; le comptage de ces germes permet d'extrapoler la qualité bactériologique d'un fromage du point de vue sanitaire.

Toujours selon des chercheurs de l'INRA :
Une étude, faite pour déterminer si la diversité microbienne présente à la surface des fromages au lait cru peut agir en faveur de la sécurité sanitaire, montre que 10 sur 34 groupes microbiens, présents naturellement sur la croûte des fromages au lait cru, peuvent s'auto-protéger contre Listeria monocytogenes, comparé à un ferment commercial de surface :
- Émilie Retureau : « Une collection de souches de bactéries lactiques, de bactérie à Gram positif et catalase positive, de bactéries à Gram négatif et de levures, issue du plus inhibiteur des 10 groupes, a été cultivée sur des fromages. Des prélèvements sur les croûtes ont été effectués, et, par la suite, appliqués sur un fromage à pâte non cuite. Il en résulta une dynamique microbienne, des niveaux de lactobacilles et de leuconostocs cultivables les plus élevés. », ainsi que la présence de bactéries indicateurs d’hygiène cités ci-dessus[70].
- Marie-Christine Montel : « La perte de biodiversité microbienne des laits par microfiltration ou pasteurisation favorise la croissance de Listeria monocytogenes, qui se développe plus en cours d’affinage dans les fromages au lait pasteurisé ou microfiltré que dans ceux au lait cru »[71].

### Évolution de la biotechnologie laitière
À partir des années 1960, les immenses progrès réalisés dans l'hygiène de la traite et de la transformation laitière ont conduit à une raréfaction des germes pathogènes mais aussi à un appauvrissement considérable du microbiote fromager y compris pour les microbes dits « utiles ». Pour réussir les fromages, on s'est mis à ensemencer les laits, même crus, avec des ferments sélectionnés. La production de levains fromagers est devenue une industrie. Il est possible de faire des fromages avec seulement deux ou trois espèces de microbes mais au prix d'un appauvrissement et d'une uniformisation des goûts. Depuis les années 2000, les méthodes de séquençage à haut débit du génome (PCR) ont permis d'approcher la diversité réelle de cette flore et les levains utilisés aujourd'hui sont devenus complexes et mieux adaptés à chaque type de production permettant à nouveau de retrouver diversité et typicité.

### Principaux genres de microorganismes rencontrés au cours de l’affinage des fromages
D'après les ouvrages,,  et l'article:

#### Champignons
- Levures : Geotrichum, Debaryomyces, Kluyveromyces, Candida, Saccharomyces, Yarrowia

- Moisissures : Penicillium, Mucor, Rhizopus, Cladosporium, Fusarium

#### Bactéries
- Bactéries lactiques : Enterococcus, Lactobacillus, Leuconostoc, Lactococcus, Streptococcus

- Staphylocoques et bactéries corynéformes : Brevibacterium, Micrococcus, Staphylococcus, Arthrobacter, Corynebacterium

- Autre : Pseudomonas

### Affinage et méthodes de conservation

#### Le fromage est en soi une méthode de conservation du lait
Voir chapître Transformation du lait en fromage : méthode traditionnelle
Le chauffage, l'ensemencement et l'acidification du caillé, l'égouttage, le salage, et le développement de moisissures (penicillium…) sur la croûte ou à l'intérieur (fromages bleus ou persillés) lors de l'affinage empêchent la prolifération des micro-organismes indésirables. On peut cependant remarquer que certaines pâtes fraîches à caillage présure comme la caillebotte peuvent ne remplir aucun de ces critères et doivent donc être consommées rapidement.

#### Méthodes alternatives ou complémentaires
Les fromages à pâte pressée cuite (comté) subissent un chauffage à environ 55 °C contribuant à la conservation. Les pâtes filées sont chauffées à 100 °C pendant quelques minutes, ce qui équivaut à une très haute pasteurisation et assure une conservation de plusieurs mois même sans procédé supplémentaire alors que la pâte est peu acide. Les fromages de lactosérum (recuites) sont chauffés à 80-90 °C et artificiellement acidifiés.
Certains fromages sont conservés en saumure (feta, halloumi parfois), dans l'huile (certains labne), fumés (fromage tcherkesse, scamorza fumé), cendrés (Melun bleu, sainte-maure-de-touraine), salés et séchés à l'ombre dans les régions à climat désertique : avec des feuilles de menthe (ḥallūm arabe, le halloumi de Chypre en est une variante) ou avec des épices (chenklich de Syrie), séchés au soleil au Maroc (jben). La croûte du parmesan était traditionnellement huilée.
Les fromages des régions à châtaigniers (Gâtine poitevine par exemple) étaient conservés dans des feuilles de châtaignier améliorant l'affinage, cette méthode perdure (mothais sur feuille, feuille de Dreux). Le banon peut être à la fois trempé dans du marc de raisin et complètement enveloppé de feuilles de châtaignier. Certaines pâtes pressées non cuites (Edam, Babybel, tomme noire des Pyrénées…) sont enrobées de cire (paraffine solide).

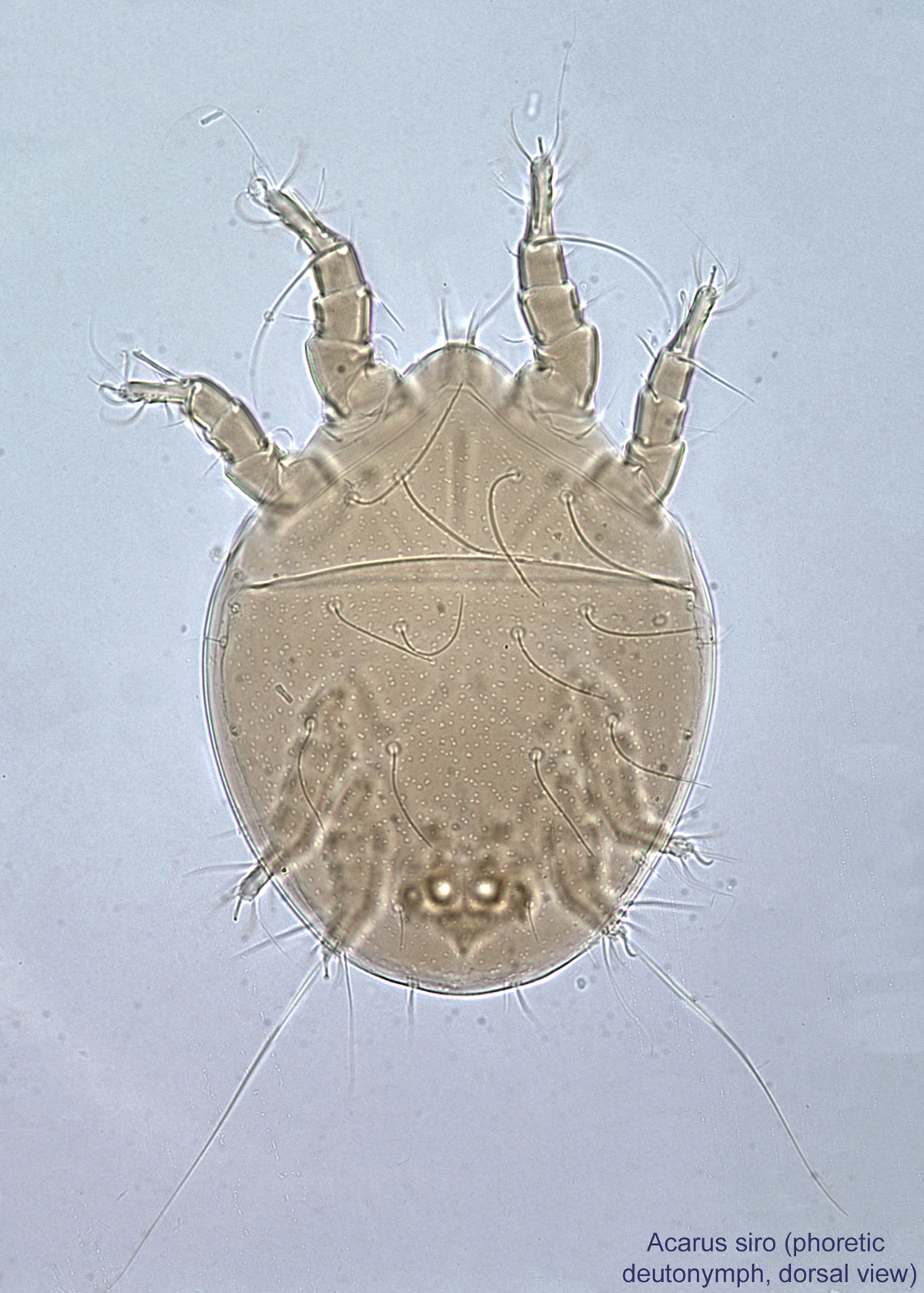
Un ciron. Taille réelle : entre 0,5 et 1 mm.

L'adjonction d'alcool ou de vin en quantité susceptible d'allonger la durée de conservation est pratiquée pour les fromages forts, le fromage au porto (États-Unis)… L'Époisses est un fromage à croûte lavée au Marc de Bourgogne. Le sérac est lavé au vin blanc. Certains fromages belges (Chimay, Herve, ...) sont lavés à la bière.
Certains fromages sont mis volontairement lors de l'affinage au contact de cirons (l'acarien Acarus siro) qui se développent dans la croûte (fromage aux artisons, mimolette) ou d'asticots de la mouche Piophila casei : casgiu merzu corse et casu marzu sarde.

#### Conservation dans l'industrie
En production industrielle, l'emballage sous vide ou gaz inerte est souvent employé. Partout le stockage en frigorifique et sous atmosphère contrôlée tend à se généraliser. Le froid n'est pas nécessaire pour les fromages à pâte fondue qui sont stérilisés lors de leur fabrication (chauffage à 140 °C) ainsi que dans une moindre mesure pour les fromages à pâtes filées. Les fromages frais et certaines pâtes molles peuvent être dans certains cas stérélisés . Pour empêcher la prolifération de moisissures indésirables les fromages peuvent être traités à la natamycine (E235), un fongicide naturel. De même l'ajout de chlorhydrate de lysozyme, un antibiotique naturel présent dans le blanc d'œuf permet de contrôler les Clostridium butyricum et tyrobutyricum, d'éviter les gonflements indésirés voire d'orienter les fermentations.

#### Conservation ménagère
La meilleure façon de conserver un fromage, voire de parfaire son affinage, est de le laisser dans une cave de maturation, c'est-à-dire un lieu frais (6 à 8°C), sombre, aéré, légèrement humide et à l'abri des insectes. Le bas d'un réfrigérateur, sous une cloche à fromage pour éviter la dessication, peut également faire l'affaire mais, par son manque de renouvellement d'air, amènera un résultat organoleptique différent (un peu plus fort). Le réfrigérateur est parfait pour les fromages blancs et caillés frais (4 °C).
Une grande partie des fromages issus du commerce sont emballés hermétiquement car les délais avant la vente ne sont pas complètement maîtrisés. Cette méthode peut s'avérer dommageable surtout pour les fromages à pâte molle. Ces derniers sont à préférer emballés dans un papier microperforé, de type charlotte ou replié traditionnellement. Dans le cas d'un emballage hermétique les fromages sont passés d'un milieu aérobie à un milieu anaérobie ce qui a modifié leurs qualités organoleptiques initiales : ils sont devenus forts voire piquants. Un retour à l'air libre de plusieurs heures leur fait généralement recouvrer leurs caractères originels. Il est relativement aisé de conserver hors du frigo les fromages à pâte pressée et les chèvres secs pendant une semaine à dix jours en respectant les précautions de base.
Il est possible de surgeler un fromage mais sans dépasser trois mois. Si c'est adapté pour les fromages aux pâtes pressées comme le gouda, parmesan, etc., il est déconseillé de congeler les fromages frais et à pâtes molles.

## Aspects nutritionnels

### Composition
Le fromage étant constitué de lait concentré (par évaporation partielle de l'eau), sa valeur nutritive est élevée, avec une composition proche de celle du lait, mais plus concentrée. Cependant, la fermentation par bactéries peut éventuellement faire apparaitre certaines substances nutritives complexes (acides aminés, sucres, vitamines…) non présentes à l'origine dans le lait. Les fromages contiennent à la fois des protéines, des sucres et des lipides en bonne quantité, et représentent donc un aliment très énergisant et relativement « complet », ce qui a permis à beaucoup de cultures d'en faire un pilier de leur alimentation. Ils sont également une source de vitamines A et B, de sels minéraux (Ca, P, K, Na, Mg…), particulièrement de calcium.
Les fromages sont cependant riches en acides gras saturés qui ont un effet néfaste sur le taux de cholestérol : une surconsommation est donc déconseillée à certaines personnes sensibles (diabétiques, personnes à taux de cholestérol élevé, personnes en surpoids, personnes à risque d'un point de vue vasculaire…),.
L'apport en calcium est le sujet d'une polémique. Mis en exergue dans les campagnes nutritionnelles et par l'industrie agroalimentaire (cf articles du CERIN, et du CNIEL), cet apport est réel mais ce calcium serait peu assimilable (30%) . Les taux de survenue de fracture du col du fémur (indicateur d'ostéoporose) restent ainsi importants dans les pays scandinaves malgré une forte consommation de produits laitiers (et de calcium) et un taux sanguin de vitamine D équivalent ou supérieur (Suède) aux autres pays,,.
Les fromages frais peu égouttés, les fromages industriels à pâtes fraîches ou molles (surtout les fromages de lactosérum, les fromages à la crème et le mascarpone) présentent des taux de lactose importants, mais les pâtes cuites et vieillies ont le défaut d'être plus acidifiants pour l'organisme. L'indice PRAL se traduit ainsi : 13 pour le camembert mais 28 pour le parmesan.
Les fromages, surtout ceux au lait cru, contiennent généralement une flore variée susceptible de parvenir en partie intacte dans l'intestin (probiotiques), constituant un bon apport pour le microbiote.
Enfin, la composition et les valeurs nutritionnelles des fromages peuvent varier énormément d'un type à l'autre, suivant le mode de fabrication (fromages de lait plus ou moins écrémé, cuisson…), la fermentation, l'affinage, ou le type de lait utilisé (les laits d'équidés étant les moins gras, et ceux de brebis et de bufflonne les plus gras (5,9% ). Certains fromages (fromages à la crème américains, certaines pâtes fondues françaises…) sont en délicatesse avec la diététique.
Si les fromages sont gras et salés, ils peuvent néanmoins — avec les fruits — avoir un effet favorable sur la santé en augmentant le sentiment de « bien-être mental »,. Les études sur les bienfaits ou méfaits varient fortement pour cette raison, sans dégager une direction claire. Il faut cependant rappeler que ce type de polémique est surtout présent dans les sociétés d'abondance. Les fromages étaient et sont encore un aliment essentiel des sociétés pastorales et dans bien des régions d'Europe depuis le Moyen-Âge, le fromage de la chèvre représentait souvent le complément protéique indispensable d'un pain médiocre pour le paysan très pauvre. C'est une source de protéines essentielle pour les populations végétariennes d'Inde.

### Qualités gustatives
À la dégustation, les qualités d'un fromage, si l'on excepte les pâtes fraîches et fondues, sont optimales vers 17-18 °C .
En 2005, un texte commun de l'INRA et de l'Institut zootechnique et fromager sarde portant sur la compilation de dix années de recherche concluait que les traitements industriels (écrémage et traitements thermiques du lait par exemple) du fromage amenuisaient les différences entre produits et appelait à reprendre en considération certaines données de production telles que la race de l'animal producteur ou la biodiversité des prairies ainsi que la diversité de la flore du microbiote fromager.
L'authenticité et la typicité des fromages sont les principales raisons d'être des appellations d'origine.

### Contaminants possibles
Les contaminants peuvent être d'ordre microbiologique (virus, champignons, bactéries indésirables). Les bactéries sont des Salmonella, Listeria monocytogenes, Campylobacter (thermophile), Staphylococcus aureus et Escherichia coli.
Dans l'Union européenne, la part des fromages dévolus au commerce fait l'objet chaque année d'un Plan de surveillance obligatoire. En 2004, la Commission européenne focalisait sa surveillance sur la qualité microbiologique des fromages au lait cru et le lait cru. Contre toute attente, le bilan fit apparaître une présence de germes ou de toxines pathogènes faible.
D'autres contaminants potentiels ou fréquents (comme dans d'autres produits d'origine animale dont viandes, poissons, œufs) sont certains métaux lourds, (inhalés ou absorbés par les animaux avec leur nourriture et retrouvés dans le lait puis concentrés dans le fromage), des radionucléides (après les essais nucléaires ou les retombées radioactives d'accidents nucléaires).
On peut enfin fréquemment trouver des polluants liposolubles (certains résidus de pesticides, organochlorés…) plutôt retrouvés dans le beurre, la crème et les fromages gras. Ainsi, après des études ayant montré que le lait est souvent contaminé par des polluants organochlorés (furanes, dioxines, PCB), une nouvelle nouvelle étude ayant porté plus spécifiquement sur 7 fromages bio et 54 fromages « non-bio » a été publiée en 2012, confirmant que c'est aussi le cas pour de nombreux fromages (bio, y compris), fortement contaminés par ces produits, parfois en dépassant les limites réglementaires fixées pour ce qui concerne les (PCB) . Certains de ces fromages dépassaient fortement le seuil réglementaire de 3 picogrammes d’équivalent toxique par gramme de matière grasse (pg TEQ/g), jusqu’à 76 pg TEQ/g pour les cas les plus graves. Pour les seules dioxines, selon les auteurs de l'étude, un gros consommateur de fromages bio (qui contient moins de PCB, mais plus de dioxines) peut dépasser de 25% la dose journalière admissible (DJA, actuellement de 2 pg TEQ par kg de poids corporel pour un adulte) et un enfant peut la dépasser de 130%, résultats jugés « extrêmement inquiétants » par les auteurs des analyses, alors même que le poisson était considéré comme la première source de PCB dans l’alimentation. En France, l'étude EAT2 (alimentation totale française) a confirmé que les produits laitiers et les fromages étaient une source importante de PCB, après le poisson. Pour un Français adulte moyen ; 20 % des dioxines et des PCB de type dioxine sont fournies par le beurre, 20 % par les poissons et 37 % des PCB de type non-dioxines viennent du poisson, 11 % des fromages, 11 % du beurre et 11 des produits laitiers frais. Le jaune d’œuf peut aussi en contenir. Le fumage de certains fromages peut aussi être source de HAP réputés cancérigènes.

### Tolérance au lactose
Les fromages fermentés et égouttés traditionnels ne contiennent pratiquement plus de lactose car il a été transformé en acide lactique ou éliminé. Cela n'est plus forcément vrai avec les transformations où l'on réincorpore du lactosérum et procède au caillage par acidification directe (fromages de lactosérum, type mascarpone, fromages à la crème).

### Le fromage en cuisine et dans les repas

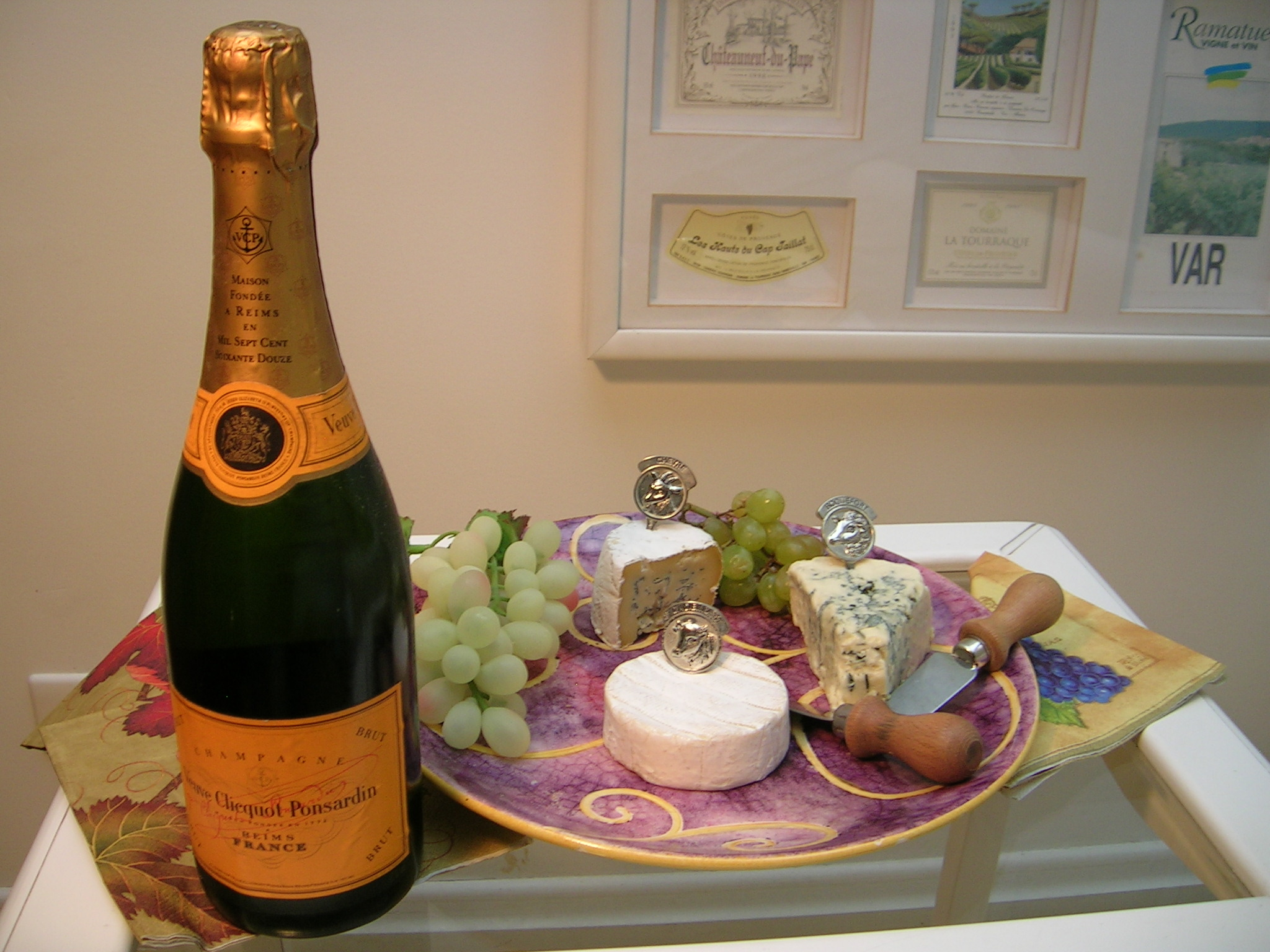
Quelques mets considérés dans l'énigme du French paradox.

### Le fromage dans les aliments transformés

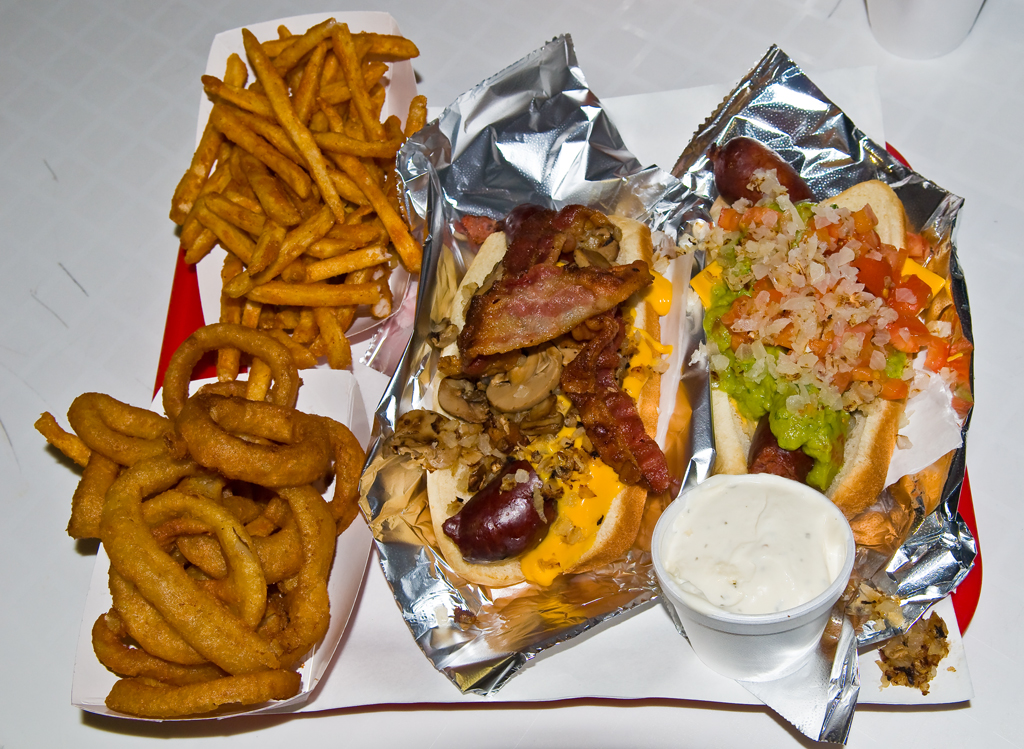
Repas typique d'un fast food : le fromage peut être présent dans le hamburger (tranche et sauce), dans la salade et dans le dessert. De plus, pains, charcuteries et pâtisseries peuvent comporter des protéines de lactosérum.

Les fromages sont très présents dans les recettes de l'alimentation transformée (gratins, pâtes, sauces …) et de la restauration rapide : burgers, pizzas, crêpes, salades … Le type de fromage est souvent choisi en fonction de sa commodité d'emploi et de son prix de revient (cheddar, mozza industrielle). Son utilisation n'exclut pas celles de caséine, de protéine de lactosérum et de lactose comme additifs afin d'obtenir une texture moelleuse. Il contribue à augmenter la valeur calorique de ces aliments (voir aussi Malbouffe).

## Économie

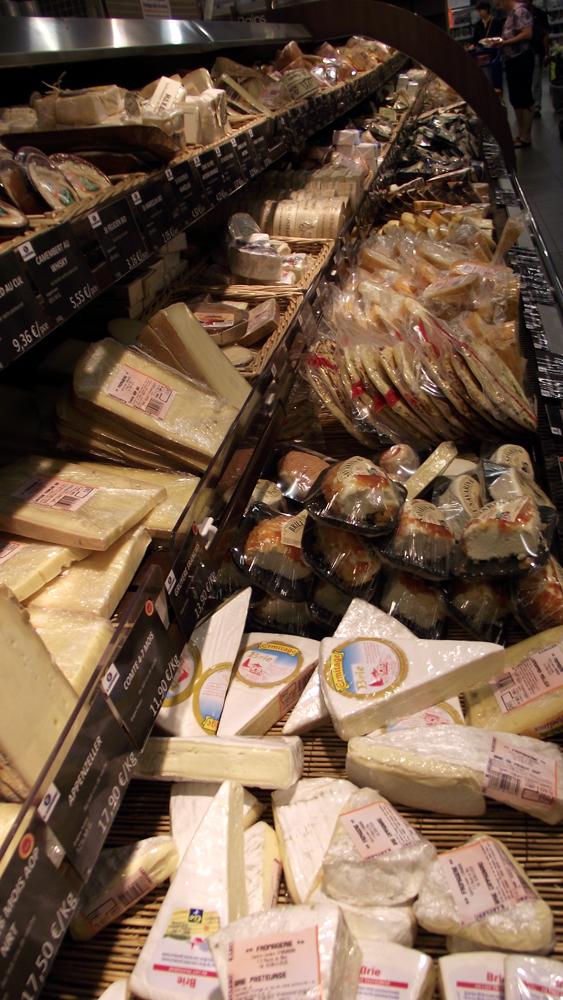
Gondole de fromages prédécoupés et emballés dans une grande surface.

Le fromage est l'un des principaux produits agricoles au niveau mondial. La production mondiale est passée de plus de 18 millions de tonnes en 2004 (selon la FAO) à 24 millions de tonnes en 2019. C’est plus que la production annuelle cumulée de graines de café, feuilles de thé, fèves de cacao et tabac. Selon la FAO, la production de produits laitiers en 2010 a été à l'origine de 4 % des émissions de gaz à effet de serre produites par l'homme dans le monde,. Les plus grands producteurs mondiaux de fromage sont les États-Unis (pour environ 30 % du total), suivis par l’Allemagne, la France et l’Italie.

### Pays producteurs

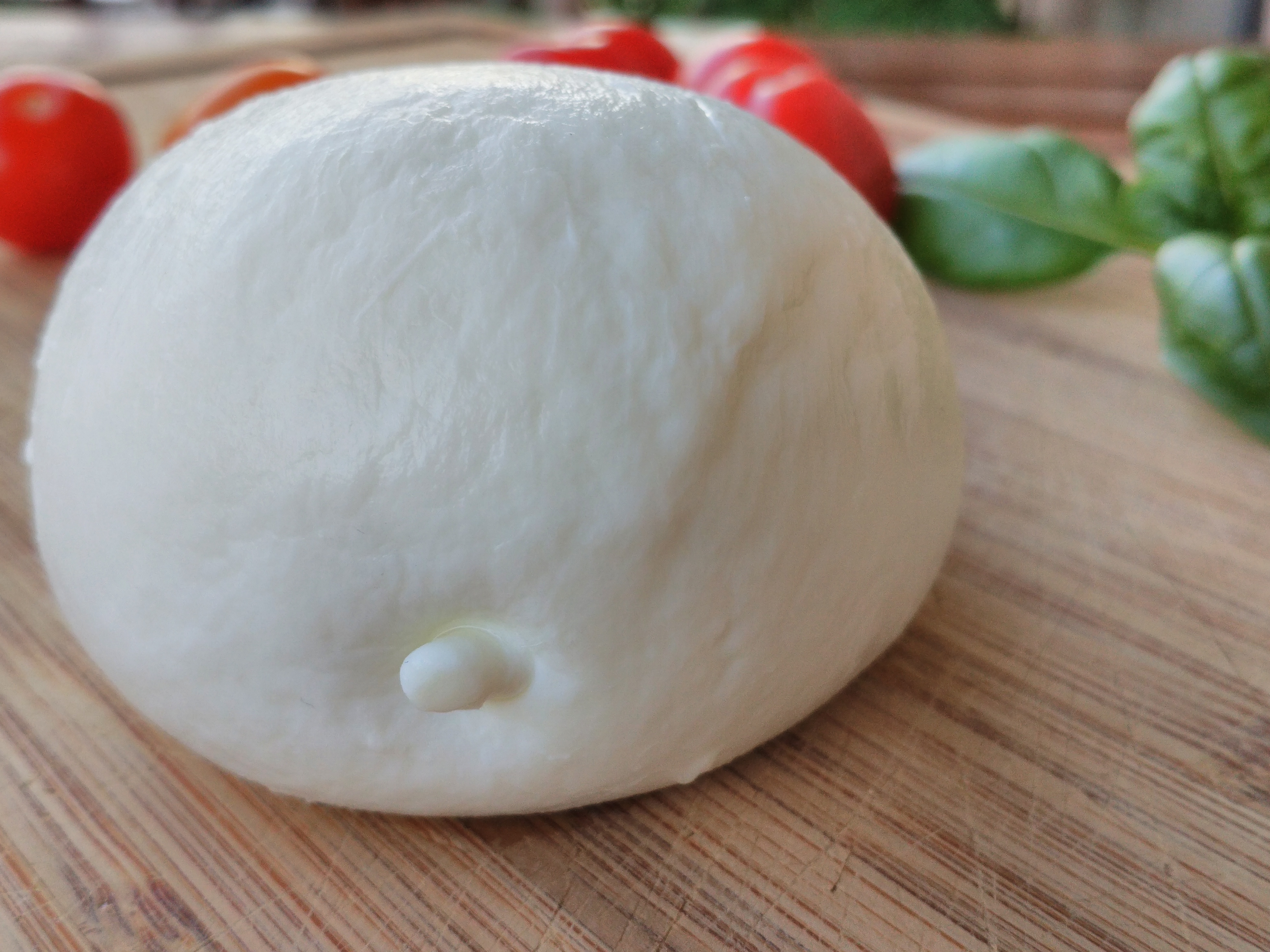
La mozzarella di bufala campana, spécialité italienne dont l'appellation est protégée.

Le slogan publicitaire « l'autre pays du fromage », qui a été utilisé pour promouvoir la production des Pays-Bas sur le marché français, désigne implicitement la France comme « le » pays du fromage. Cependant, la Suisse, dans la promotion de ses propres productions, est aussi qualifiée de « pays du fromage ».

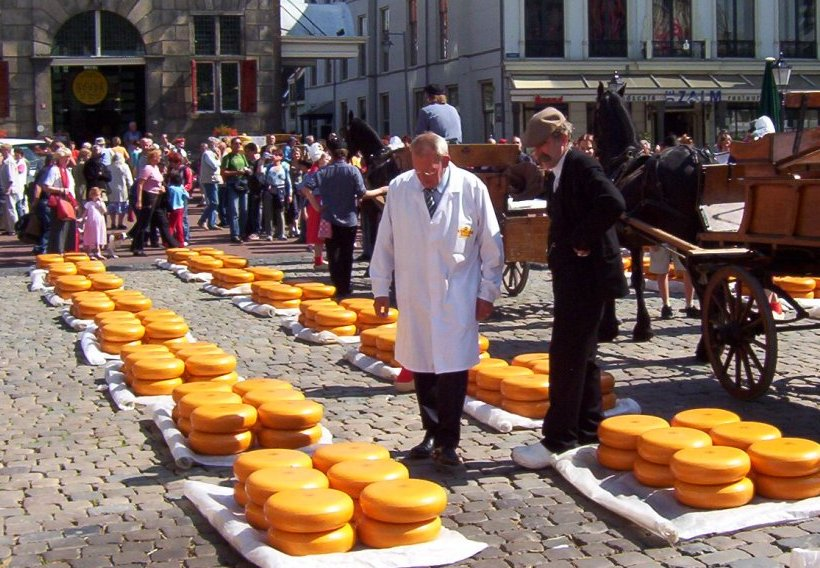
Goudas au marché aux fromages de Gouda (Pays-Bas), 2004.

Le monde compterait environ 10 000 fromages. Traditionnellement, on situe le nombre de variétés produites en France entre 350 et 400, ce que traduit l'adage « un fromage par jour de l’année ». De fait, ce pays fabrique aujourd'hui plus de 1 000 fromages différents et la Grande-Bretagne plus de 700. Quant aux fromageries et alpages de Suisse (où la première grande laiterie pour la fabrication de fromage fut ouverte le 3 février 1815), ils produisent plus de 450 variétés.
| Pays             | Production en 2019 (tonnes) |
| ---------------- | --------------------------- |
| États-Unis       | 6 315 293                   |
| Allemagne        | 2 297 400                   |
| France           | 1 938 600                   |
| Italie           | 1 327 300                   |
| Pays-Bas         | 953 260                     |
| Pologne          | 867 950                     |
| Russie           | 702 318                     |
| Turquie          | 696 800                     |
| Égypte           | 607 202                     |
| Canada           | 593 078                     |
| Royaume-Uni      | 461 530                     |
| Danemark         | 457 000                     |
| Argentine        | 444 128                     |
| Espagne          | 442 230                     |
| Nouvelle-Zélande | 380 000                     |
| Australie        | 377 000                     |
| Iran             | 307 786                     |
| Irlande          | 278 400                     |
| Venezuela        | 234 834                     |
| Biélorussie      | 209 624                     |
| Monde            | 22 651 606                  |

### Échanges internationaux
Les États-Unis sont le premier pays producteur mondial de fromage. Ils occupent toutefois une place marginale dans les exportations mondiales de fromage, l'essentiel de leur production étant destiné au marché intérieur. La France est le premier exportateur mondial de fromage en valeur, tandis que l'Allemagne est le premier en quantité. Parmi les dix premiers exportateurs, seuls l'Irlande, la Nouvelle-Zélande, les Pays-Bas et l’Australie ont une production de fromage principalement orientée vers l'export : respectivement 95 %, 90 %, 72 % et 65 % de leur production fromagère est exportée. Seulement 30 % de la production française est exportée.
En 2019, l'Allemagne est à la fois le premier pays exportateur et importateur.
| Pays             | Milliards des $ |
| ---------------- | --------------- |
| Allemagne        | 4.575.815       |
| Pays-Bas         | 4.156.537       |
| Italie           | 3.574.498       |
| France           | 3.513.872       |
| Danemark         | 1.615.437       |
| États-Unis       | 1.571.465       |
| Nouvelle-Zélande | 1.324.819       |
| Irlande          | 1.164.046       |
| Belgique         | 1.073.098       |
| Biélorussie      | 956.239         |

### Pays consommateurs
| Principaux pays consommateurs de fromage - 2014 (kilogrammes par habitant et par an) | Principaux pays consommateurs de fromage - 2014 (kilogrammes par habitant et par an) |
| ------------------------------------------------------------------------------------ | ------------------------------------------------------------------------------------ |
| France                                                                               | 26,7                                                                                 |
| Allemagne                                                                            | 24,6                                                                                 |
| Islande                                                                              | 24,1                                                                                 |
| Grèce                                                                                | 23,4                                                                                 |
| Finlande                                                                             | 22,5                                                                                 |
| Italie                                                                               | 21,8                                                                                 |
| Suisse                                                                               | 21,5 (2015)                                                                          |
| Pays-Bas                                                                             | 20,1                                                                                 |
| Autriche                                                                             | 19,9                                                                                 |
| Suède                                                                                | 19,1                                                                                 |
| Norvège                                                                              | 17,4                                                                                 |
| Tchéquie                                                                             | 16,3                                                                                 |
| Israël                                                                               | 16,1                                                                                 |
| Pologne                                                                              | 16                                                                                   |
| États-Unis                                                                           | 15,5                                                                                 |
| Australie                                                                            | 13,6                                                                                 |
| Argentine                                                                            | 12                                                                                   |
| Canada                                                                               | 12,1                                                                                 |
| Royaume-Uni                                                                          | 11,7                                                                                 |
| Hongrie                                                                              | 11,0                                                                                 |

Une étude de 2016 place cependant les pays nordiques européens (Danemark, Islande, Finlande) avec 28 kg en tête ; la consommation très élevée de fromages dans les pays scandinaves, considérés maintenant comme les premiers consommateurs, peut être liée à leur consommation populaire en Smörgåsbord ou comme fromage blanc au petit-déjeuner, en mélange avec du porridge par exemple; le skyr autrefois souvent considéré comme un yaourt passe plutôt aujourd'hui pour un fromage blanc car il est légèrement égoutté et salé.
Le fromage (feta, halloumi, graviera) est considéré comme l'aliment de base des populations rurales des Balkans et de Chypre où il est essentiellement autoconsommé. Chypre et la Grèce sont aussi parmi les premiers pays consommateurs de fromage au monde (la feta représente les trois-quarts de cette consommation). La France en consomme 26 kg par habitant. L’emmental industriel français (utilisé principalement comme ingrédient de cuisine), et le camembert sont les deux fromages les plus consommés en France. L’Italie est un important consommateur avec 22 kg par habitant. Aux États-Unis, la consommation de fromage est en croissance rapide et a presque triplé entre 1970 et 2003. La consommation s’y est élevée, en 2014, à 15 kg par habitant. Le fromage favori des Américains est d’origine italienne, la mozzarella : elle représente environ un tiers de la consommation, principalement du fait que c’est l’un des principaux ingrédients d’une autre nourriture typiquement italienne, la pizza.
L'expansion de la consommation mondiale de fromages a d'abord concerné les fromages de production de masse (variantes industrielles de cheddar, emmental, feta, mozzarella, skyr) peu typés ; elle concerne aujourd'hui significativement des productions plus prestigieuses, maintenant identifiées comme produits de terroir et appelés fromages fins en Amérique du Nord. Elles peuvent être importées de Suisse, d'Italie ou de France.

### Industriels

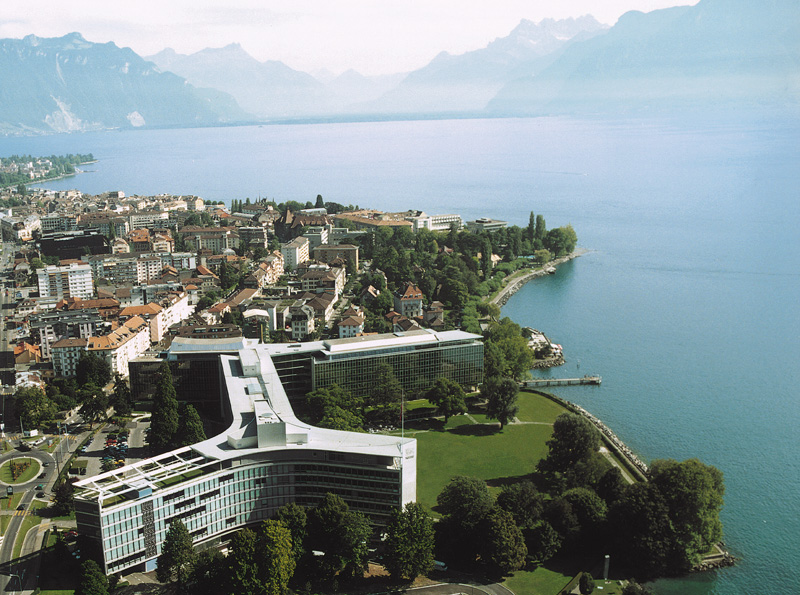
Siège mondial de Nestlé au bord du lac Léman, Vevey, Suisse.

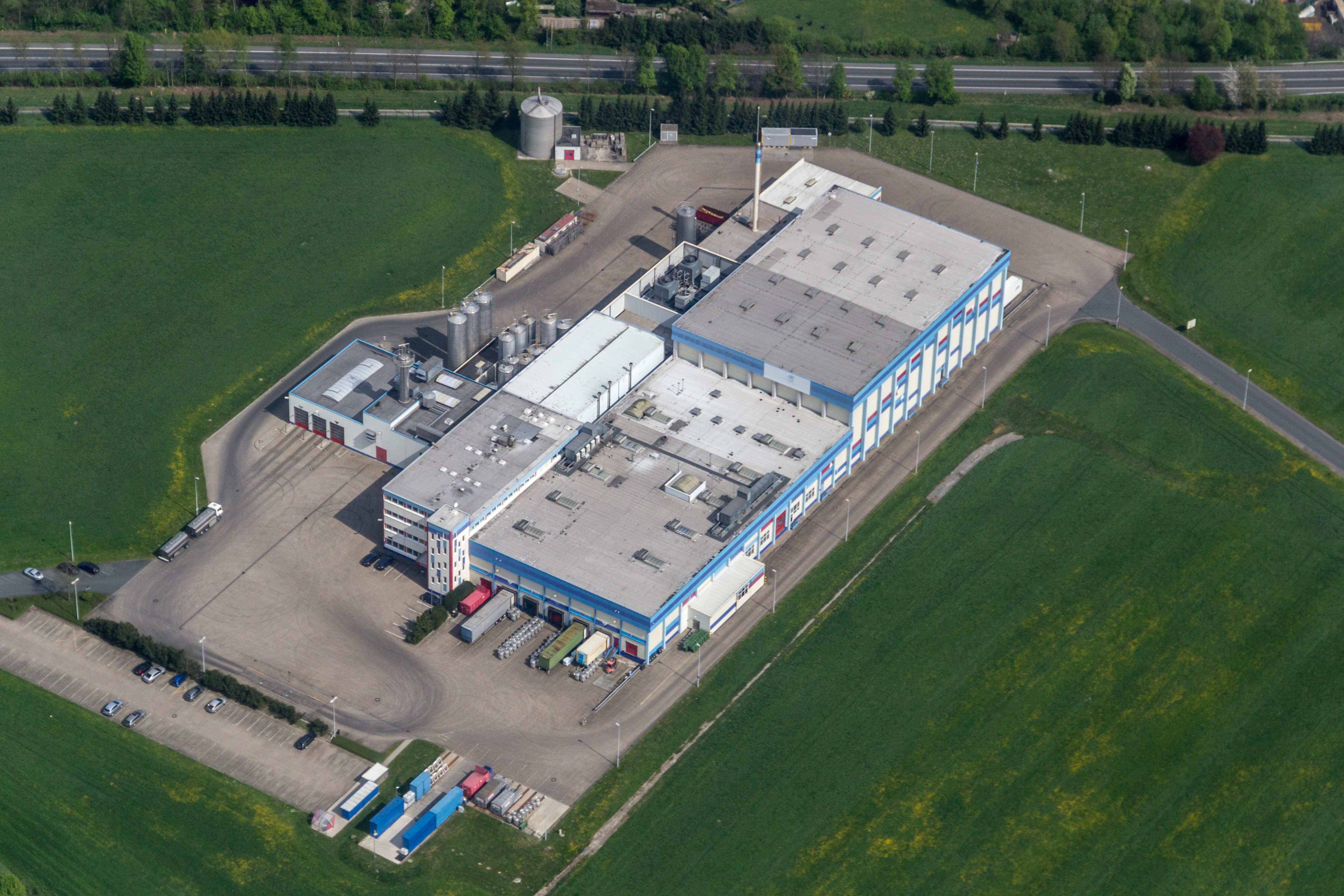
Vue aérienne d'une usine laitière de Deutsches Milchkontor (DMK), Coesfeld (Allemagne), 2014.

Les 20 plus grandes entreprises laitières mondiales par chiffre d'affaires de leurs activités laitières en 2018. Le fromage n'est qu'une partie de leur activité.
| Rang | Entreprise               | Pays             | Chiffre d'affaires (en milliards de $) |
| ---- | ------------------------ | ---------------- | -------------------------------------- |
| 1    | Nestlé                   | Suisse           | 24,3                                   |
| 2    | Lactalis                 | France           | 20,8                                   |
| 3    | Danone                   | France           | 18                                     |
| 4    | Fonterra                 | Nouvelle-Zélande | 14,3                                   |
| 5    | FrieslandCampina         | Pays-Bas         | 13,8                                   |
| 6    | Dairy Farmers of America | États-Unis       | 13,6                                   |
| 7    | Arla Foods               | Danemark / Suède | 12.4                                   |
| 8    | Yili                     | Chine            | 11,2                                   |
| 9    | Saputo                   | Canada           | 11                                     |
| 10   | Mengniu                  | Chine            | 10,3                                   |
| 11   | Dean Food                | États-Unis       | 7.5                                    |
| 12   | Unilever                 | Pays-Bas         | 6,7                                    |
| 13   | DMK                      | Allemagne        | 6,7                                    |
| 14   | Kraft Heinz              | États-Unis       | 6                                      |
| 15   | Sodiaal                  | France           | 6                                      |
| 16   | Meiji                    | Japon            | 5,8                                    |
| 17   | Savencia                 | France           | 5,7                                    |
| 18   | Agropur                  | Canada           | 5,2                                    |
| 19   | Schreiber Foods          | États-Unis       | 5,1                                    |
| 20   | Müller                   | Allemagne        | 5,1                                    |

Les principaux groupes fromagers français sont :
- Lactalis, groupe français, 21 milliards d'euros en 2018 ; en 2020 Lactalis revendique d'être le premier fabricant fromager mondial avec 80000 salariés et 250 sites de production répartis dans 50 pays, le fromage représentant 34 % de son activité[123].
- Bongrain, groupe français, chiffre d'affaires de 3,28 milliards d’euros en 2009, 17 700 salariés en 2010[124] ; depuis 2015 Savencia Fromage & Dairy ;
- Bel, groupe français, chiffre d'affaires de 3,31 milliards d’euros en 2018, 13 000 salariés ; Lactalis est actionnaire de Bel pour 24 % de son capital[125] ;
- Groupe Danone, groupe français, chiffre d'affaires de 20,87 milliards d’euros en 2011, 100 000 salariés[126].

On compte également de nombreux groupes dans le monde, dont :
- Saputo, entreprise québécoise, chiffre d'affaires de 6,93 milliards de dollars en 2012, 10 500 employés[127].

## Culture

### Offrandes religieuses
Le fromage a très tôt fait partie des offrandes aux divinités depuis la haute antiquité. C'est le cas pour Ishtar / Inanna, déesse mésopotamienne de l'amour et de la guerre, vénérée chez les Akkadiens, Babyloniens et Assyriens, nommée aussi Astarté chez les Phéniciens ou Tanit à Carthage. Les tablettes des comptes du temples d'Uruk mentionnent ces offrandes accompagnant d'autres aliments. On retrouve ces pratiques pour Poséidon en Grèce.

Blason de Mamirolle (Doubs) montrant chaudron, fromage et beurre.

Offrandes aussi aux défunts lors des funérailles (momies du Tarim, dans le désert du Taklamakan, extrême ouest de la chine).

### Un emblème de la Suisse

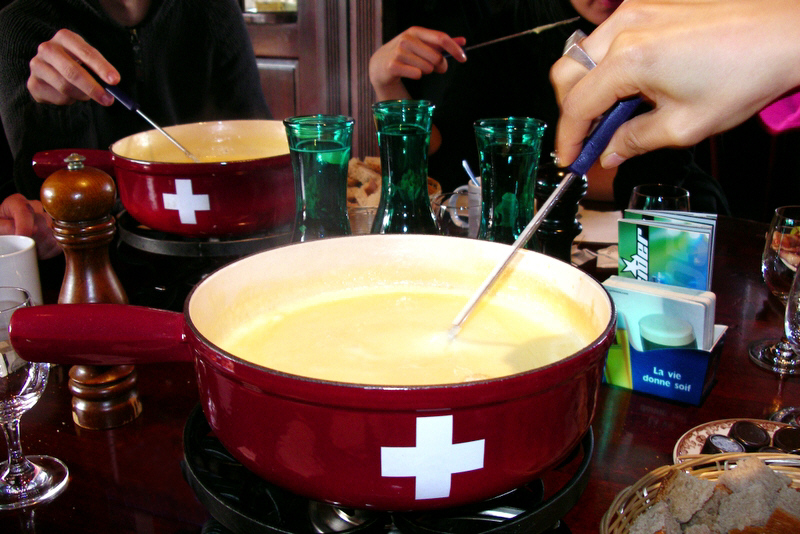
La fondue suisse, un plat convivial.

Le fromage est très populaire en Suisse. Les fromages suisses les plus connus sont l'emmental et le gruyère ainsi que l'appenzeller. Les plats de fromage fondu sont également un emblème de la Suisse, la fondue et la raclette étant deux mets symboles du pays. Ces deux recettes sont également populaires dans les régions montagnardes voisines notamment en Savoie, Jura, Val d'Aoste et au Tyrol.

### Un emblème de la France
Le fromage est considéré par les Français comme une part de leur patrimoine national.

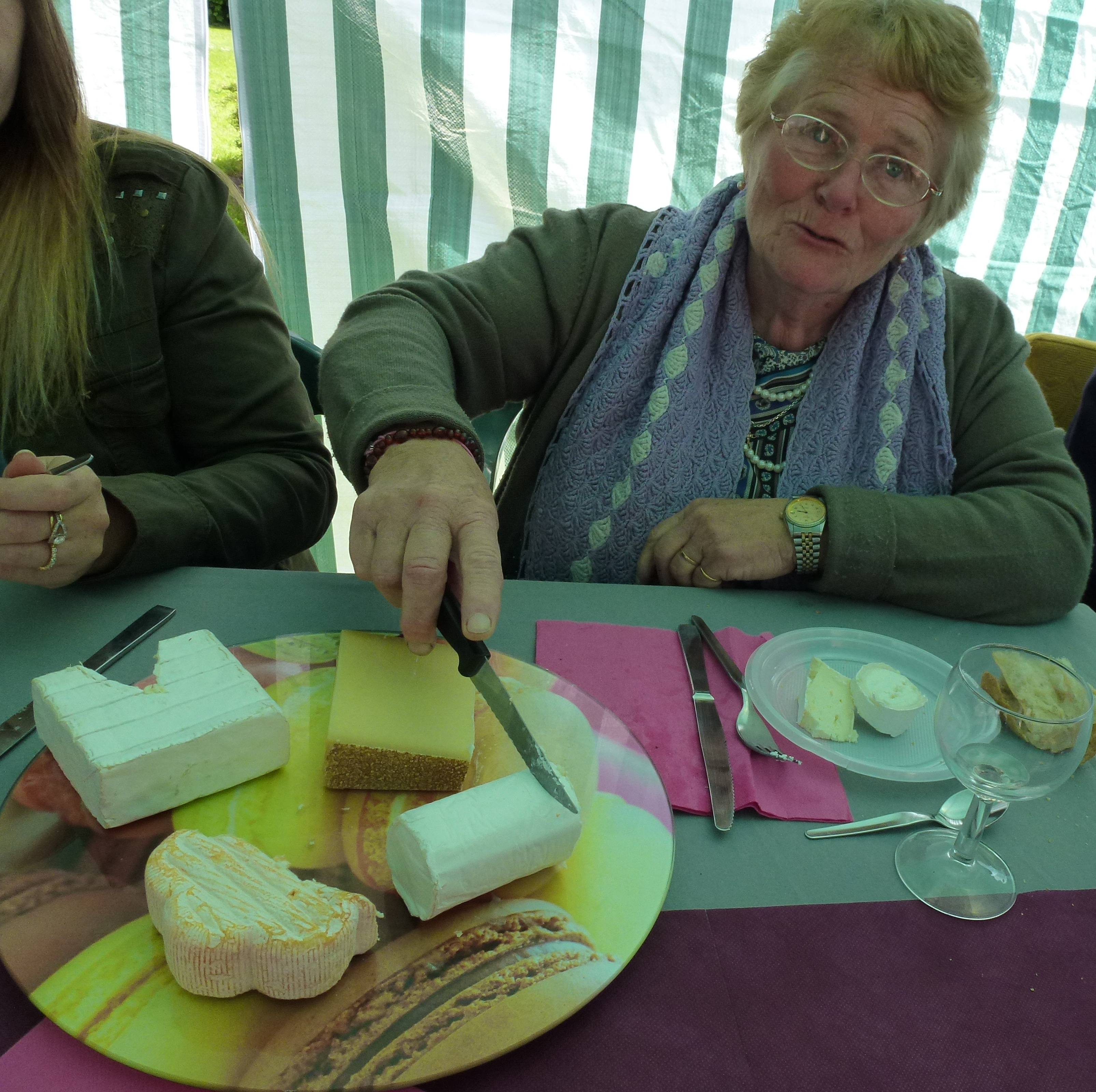
Un plateau de fromage ordinaire (pâte molle à croûte fleurie, tomme, chèvre, pâte molle à croûte lavée) servi à une température de 17-18 °C en fin de repas, France.

### Citations
- « Un repas sans fromage est une belle à qui il manque un œil. » (La Physiologie du goût, Brillat-Savarin)
- « Comment voulez-vous gouverner un pays où il existe plus de 300 sortes de fromage ? » (citation attribuée à Charles de Gaulle)
- Une autre citation affirmant qu'il y a en France « autant de fromages que de jours de l'année » est également souvent attribuée à Charles de Gaulle, mais serait en fait une phrase de Winston Churchill s'adressant au général devenu président de la République[128].
- « Cheese-eating surrender monkeys » (traduction de « singes capitulards bouffeurs de fromage »), est une description péjorative des Français aux États-Unis, inventée dans la série Les Simpson et popularisée au début des années 2000, après que la France s'est opposée à l'intervention militaire des Américains en Irak.

### Locutions
- « entre la poire et le fromage » : à la fin du dîner, lorsque les propos deviennent plus légers. L'origine de cette expression remonte au Moyen Âge. La coutume voulait que l'on finisse le repas par un fruit frais puis un fromage[129].
- « en faire tout un fromage » : donner une importance disproportionnée à une affaire.
- « fromage blanc » peut désigner un autochtone (français de souche) pour les immigrés en France[130], à rapprocher du néerlandais kaaskop (tête de fromage) qui sert aussi à désigner les autochtones aux Pays-Bas.

### Symbolique mathématique
- Logique

Il est aussi appelé paradoxe du gruyère bien que le gruyère suisse ne contienne pas de trou.
- Représentation graphique

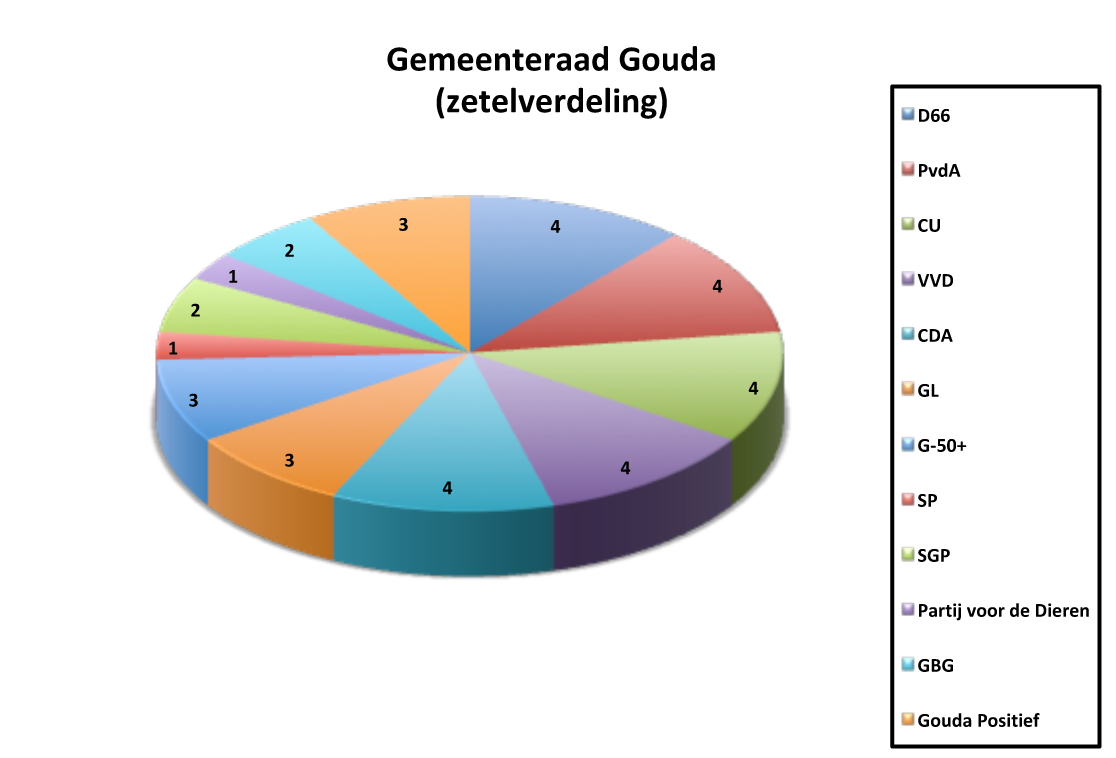
Camembert figurant les élus du conseil communal de Gouda en fonction de leur parti après les élections de 2018.

Un camembert ou un fromage est un graphe utilisé notamment en statistiques pour représenter des proportions comme secteurs d'un disque (les portions du camembert).